# 1840
Portal Geschichte | Portal Biografien | Aktuelle Ereignisse | Jahreskalender | Tagesartikel

◄ |
18. Jahrhundert |
19. Jahrhundert
| 20. Jahrhundert | ►

◄ |
1810er |
1820er |
1830er |
1840er
| 1850er | 1860er | 1870er | ►

◄◄ |
◄ |
1836 |
1837 |
1838 |
1839 |
1840
| 1841 | 1842 | 1843 | 1844 | ► | ►►
Staatsoberhäupter · Wahlen · Nekrolog   · Musikjahr
| Januar | Januar | Januar | Januar | Januar | Januar | Januar | Januar |
| Kw     | Mo     | Di     | Mi     | Do     | Fr     | Sa     | So     |
| ------ | ------ | ------ | ------ | ------ | ------ | ------ | ------ |
| 1      |        |        | 1      | 2      | 3      | 4      | 5      |
| 2      | 6      | 7      | 8      | 9      | 10     | 11     | 12     |
| 3      | 13     | 14     | 15     | 16     | 17     | 18     | 19     |
| 4      | 20     | 21     | 22     | 23     | 24     | 25     | 26     |
| 5      | 27     | 28     | 29     | 30     | 31     |        |        |

| Februar | Februar | Februar | Februar | Februar | Februar | Februar | Februar |
| Kw      | Mo      | Di      | Mi      | Do      | Fr      | Sa      | So      |
| ------- | ------- | ------- | ------- | ------- | ------- | ------- | ------- |
| 5       |         |         |         |         |         | 1       | 2       |
| 6       | 3       | 4       | 5       | 6       | 7       | 8       | 9       |
| 7       | 10      | 11      | 12      | 13      | 14      | 15      | 16      |
| 8       | 17      | 18      | 19      | 20      | 21      | 22      | 23      |
| 9       | 24      | 25      | 26      | 27      | 28      | 29      |         |

| März | März | März | März | März | März | März | März |
| Kw   | Mo   | Di   | Mi   | Do   | Fr   | Sa   | So   |
| ---- | ---- | ---- | ---- | ---- | ---- | ---- | ---- |
| 9    |      |      |      |      |      |      | 1    |
| 10   | 2    | 3    | 4    | 5    | 6    | 7    | 8    |
| 11   | 9    | 10   | 11   | 12   | 13   | 14   | 15   |
| 12   | 16   | 17   | 18   | 19   | 20   | 21   | 22   |
| 13   | 23   | 24   | 25   | 26   | 27   | 28   | 29   |
| 14   | 30   | 31   |      |      |      |      |      |

| April | April | April | April | April | April | April | April |
| Kw    | Mo    | Di    | Mi    | Do    | Fr    | Sa    | So    |
| ----- | ----- | ----- | ----- | ----- | ----- | ----- | ----- |
| 14    |       |       | 1     | 2     | 3     | 4     | 5     |
| 15    | 6     | 7     | 8     | 9     | 10    | 11    | 12    |
| 16    | 13    | 14    | 15    | 16    | 17    | 18    | 19    |
| 17    | 20    | 21    | 22    | 23    | 24    | 25    | 26    |
| 18    | 27    | 28    | 29    | 30    |       |       |       |

| Mai | Mai | Mai | Mai | Mai | Mai | Mai | Mai |
| Kw  | Mo  | Di  | Mi  | Do  | Fr  | Sa  | So  |
| --- | --- | --- | --- | --- | --- | --- | --- |
| 18  |     |     |     |     | 1   | 2   | 3   |
| 19  | 4   | 5   | 6   | 7   | 8   | 9   | 10  |
| 20  | 11  | 12  | 13  | 14  | 15  | 16  | 17  |
| 21  | 18  | 19  | 20  | 21  | 22  | 23  | 24  |
| 22  | 25  | 26  | 27  | 28  | 29  | 30  | 31  |

| Juni | Juni | Juni | Juni | Juni | Juni | Juni | Juni |
| Kw   | Mo   | Di   | Mi   | Do   | Fr   | Sa   | So   |
| ---- | ---- | ---- | ---- | ---- | ---- | ---- | ---- |
| 23   | 1    | 2    | 3    | 4    | 5    | 6    | 7    |
| 24   | 8    | 9    | 10   | 11   | 12   | 13   | 14   |
| 25   | 15   | 16   | 17   | 18   | 19   | 20   | 21   |
| 26   | 22   | 23   | 24   | 25   | 26   | 27   | 28   |
| 27   | 29   | 30   |      |      |      |      |      |

| Juli | Juli | Juli | Juli | Juli | Juli | Juli | Juli |
| Kw   | Mo   | Di   | Mi   | Do   | Fr   | Sa   | So   |
| ---- | ---- | ---- | ---- | ---- | ---- | ---- | ---- |
| 27   |      |      | 1    | 2    | 3    | 4    | 5    |
| 28   | 6    | 7    | 8    | 9    | 10   | 11   | 12   |
| 29   | 13   | 14   | 15   | 16   | 17   | 18   | 19   |
| 30   | 20   | 21   | 22   | 23   | 24   | 25   | 26   |
| 31   | 27   | 28   | 29   | 30   | 31   |      |      |

| August | August | August | August | August | August | August | August |
| Kw     | Mo     | Di     | Mi     | Do     | Fr     | Sa     | So     |
| ------ | ------ | ------ | ------ | ------ | ------ | ------ | ------ |
| 31     |        |        |        |        |        | 1      | 2      |
| 32     | 3      | 4      | 5      | 6      | 7      | 8      | 9      |
| 33     | 10     | 11     | 12     | 13     | 14     | 15     | 16     |
| 34     | 17     | 18     | 19     | 20     | 21     | 22     | 23     |
| 35     | 24     | 25     | 26     | 27     | 28     | 29     | 30     |
| 36     | 31     |        |        |        |        |        |        |

| September | September | September | September | September | September | September | September |
| Kw        | Mo        | Di        | Mi        | Do        | Fr        | Sa        | So        |
| --------- | --------- | --------- | --------- | --------- | --------- | --------- | --------- |
| 36        |           | 1         | 2         | 3         | 4         | 5         | 6         |
| 37        | 7         | 8         | 9         | 10        | 11        | 12        | 13        |
| 38        | 14        | 15        | 16        | 17        | 18        | 19        | 20        |
| 39        | 21        | 22        | 23        | 24        | 25        | 26        | 27        |
| 40        | 28        | 29        | 30        |           |           |           |           |

| Oktober | Oktober | Oktober | Oktober | Oktober | Oktober | Oktober | Oktober |
| Kw      | Mo      | Di      | Mi      | Do      | Fr      | Sa      | So      |
| ------- | ------- | ------- | ------- | ------- | ------- | ------- | ------- |
| 40      |         |         |         | 1       | 2       | 3       | 4       |
| 41      | 5       | 6       | 7       | 8       | 9       | 10      | 11      |
| 42      | 12      | 13      | 14      | 15      | 16      | 17      | 18      |
| 43      | 19      | 20      | 21      | 22      | 23      | 24      | 25      |
| 44      | 26      | 27      | 28      | 29      | 30      | 31      |         |

| November | November | November | November | November | November | November | November |
| Kw       | Mo       | Di       | Mi       | Do       | Fr       | Sa       | So       |
| -------- | -------- | -------- | -------- | -------- | -------- | -------- | -------- |
| 44       |          |          |          |          |          |          | 1        |
| 45       | 2        | 3        | 4        | 5        | 6        | 7        | 8        |
| 46       | 9        | 10       | 11       | 12       | 13       | 14       | 15       |
| 47       | 16       | 17       | 18       | 19       | 20       | 21       | 22       |
| 48       | 23       | 24       | 25       | 26       | 27       | 28       | 29       |
| 49       | 30       |          |          |          |          |          |          |

| Dezember | Dezember | Dezember | Dezember | Dezember | Dezember | Dezember | Dezember |
| Kw       | Mo       | Di       | Mi       | Do       | Fr       | Sa       | So       |
| -------- | -------- | -------- | -------- | -------- | -------- | -------- | -------- |
| 49       |          | 1        | 2        | 3        | 4        | 5        | 6        |
| 50       | 7        | 8        | 9        | 10       | 11       | 12       | 13       |
| 51       | 14       | 15       | 16       | 17       | 18       | 19       | 20       |
| 52       | 21       | 22       | 23       | 24       | 25       | 26       | 27       |
| 53       | 28       | 29       | 30       | 31       |          |          |          |

| Januar | Januar | Januar | Januar | Januar | Januar | Januar | Januar |
| Kw     | Mo     | Di     | Mi     | Do     | Fr     | Sa     | So     |
| ------ | ------ | ------ | ------ | ------ | ------ | ------ | ------ |
| 1      |        |        | 1      | 2      | 3      | 4      | 5      |
| 2      | 6      | 7      | 8      | 9      | 10     | 11     | 12     |
| 3      | 13     | 14     | 15     | 16     | 17     | 18     | 19     |
| 4      | 20     | 21     | 22     | 23     | 24     | 25     | 26     |
| 5      | 27     | 28     | 29     | 30     | 31     |        |        |

| Februar | Februar | Februar | Februar | Februar | Februar | Februar | Februar |
| Kw      | Mo      | Di      | Mi      | Do      | Fr      | Sa      | So      |
| ------- | ------- | ------- | ------- | ------- | ------- | ------- | ------- |
| 5       |         |         |         |         |         | 1       | 2       |
| 6       | 3       | 4       | 5       | 6       | 7       | 8       | 9       |
| 7       | 10      | 11      | 12      | 13      | 14      | 15      | 16      |
| 8       | 17      | 18      | 19      | 20      | 21      | 22      | 23      |
| 9       | 24      | 25      | 26      | 27      | 28      | 29      |         |

| März | März | März | März | März | März | März | März |
| Kw   | Mo   | Di   | Mi   | Do   | Fr   | Sa   | So   |
| ---- | ---- | ---- | ---- | ---- | ---- | ---- | ---- |
| 9    |      |      |      |      |      |      | 1    |
| 10   | 2    | 3    | 4    | 5    | 6    | 7    | 8    |
| 11   | 9    | 10   | 11   | 12   | 13   | 14   | 15   |
| 12   | 16   | 17   | 18   | 19   | 20   | 21   | 22   |
| 13   | 23   | 24   | 25   | 26   | 27   | 28   | 29   |
| 14   | 30   | 31   |      |      |      |      |      |

| April | April | April | April | April | April | April | April |
| Kw    | Mo    | Di    | Mi    | Do    | Fr    | Sa    | So    |
| ----- | ----- | ----- | ----- | ----- | ----- | ----- | ----- |
| 14    |       |       | 1     | 2     | 3     | 4     | 5     |
| 15    | 6     | 7     | 8     | 9     | 10    | 11    | 12    |
| 16    | 13    | 14    | 15    | 16    | 17    | 18    | 19    |
| 17    | 20    | 21    | 22    | 23    | 24    | 25    | 26    |
| 18    | 27    | 28    | 29    | 30    |       |       |       |

| Mai | Mai | Mai | Mai | Mai | Mai | Mai | Mai |
| Kw  | Mo  | Di  | Mi  | Do  | Fr  | Sa  | So  |
| --- | --- | --- | --- | --- | --- | --- | --- |
| 18  |     |     |     |     | 1   | 2   | 3   |
| 19  | 4   | 5   | 6   | 7   | 8   | 9   | 10  |
| 20  | 11  | 12  | 13  | 14  | 15  | 16  | 17  |
| 21  | 18  | 19  | 20  | 21  | 22  | 23  | 24  |
| 22  | 25  | 26  | 27  | 28  | 29  | 30  | 31  |

| Juni | Juni | Juni | Juni | Juni | Juni | Juni | Juni |
| Kw   | Mo   | Di   | Mi   | Do   | Fr   | Sa   | So   |
| ---- | ---- | ---- | ---- | ---- | ---- | ---- | ---- |
| 23   | 1    | 2    | 3    | 4    | 5    | 6    | 7    |
| 24   | 8    | 9    | 10   | 11   | 12   | 13   | 14   |
| 25   | 15   | 16   | 17   | 18   | 19   | 20   | 21   |
| 26   | 22   | 23   | 24   | 25   | 26   | 27   | 28   |
| 27   | 29   | 30   |      |      |      |      |      |

| Juli | Juli | Juli | Juli | Juli | Juli | Juli | Juli |
| Kw   | Mo   | Di   | Mi   | Do   | Fr   | Sa   | So   |
| ---- | ---- | ---- | ---- | ---- | ---- | ---- | ---- |
| 27   |      |      | 1    | 2    | 3    | 4    | 5    |
| 28   | 6    | 7    | 8    | 9    | 10   | 11   | 12   |
| 29   | 13   | 14   | 15   | 16   | 17   | 18   | 19   |
| 30   | 20   | 21   | 22   | 23   | 24   | 25   | 26   |
| 31   | 27   | 28   | 29   | 30   | 31   |      |      |

| August | August | August | August | August | August | August | August |
| Kw     | Mo     | Di     | Mi     | Do     | Fr     | Sa     | So     |
| ------ | ------ | ------ | ------ | ------ | ------ | ------ | ------ |
| 31     |        |        |        |        |        | 1      | 2      |
| 32     | 3      | 4      | 5      | 6      | 7      | 8      | 9      |
| 33     | 10     | 11     | 12     | 13     | 14     | 15     | 16     |
| 34     | 17     | 18     | 19     | 20     | 21     | 22     | 23     |
| 35     | 24     | 25     | 26     | 27     | 28     | 29     | 30     |
| 36     | 31     |        |        |        |        |        |        |

| September | September | September | September | September | September | September | September |
| Kw        | Mo        | Di        | Mi        | Do        | Fr        | Sa        | So        |
| --------- | --------- | --------- | --------- | --------- | --------- | --------- | --------- |
| 36        |           | 1         | 2         | 3         | 4         | 5         | 6         |
| 37        | 7         | 8         | 9         | 10        | 11        | 12        | 13        |
| 38        | 14        | 15        | 16        | 17        | 18        | 19        | 20        |
| 39        | 21        | 22        | 23        | 24        | 25        | 26        | 27        |
| 40        | 28        | 29        | 30        |           |           |           |           |

| Oktober | Oktober | Oktober | Oktober | Oktober | Oktober | Oktober | Oktober |
| Kw      | Mo      | Di      | Mi      | Do      | Fr      | Sa      | So      |
| ------- | ------- | ------- | ------- | ------- | ------- | ------- | ------- |
| 40      |         |         |         | 1       | 2       | 3       | 4       |
| 41      | 5       | 6       | 7       | 8       | 9       | 10      | 11      |
| 42      | 12      | 13      | 14      | 15      | 16      | 17      | 18      |
| 43      | 19      | 20      | 21      | 22      | 23      | 24      | 25      |
| 44      | 26      | 27      | 28      | 29      | 30      | 31      |         |

| November | November | November | November | November | November | November | November |
| Kw       | Mo       | Di       | Mi       | Do       | Fr       | Sa       | So       |
| -------- | -------- | -------- | -------- | -------- | -------- | -------- | -------- |
| 44       |          |          |          |          |          |          | 1        |
| 45       | 2        | 3        | 4        | 5        | 6        | 7        | 8        |
| 46       | 9        | 10       | 11       | 12       | 13       | 14       | 15       |
| 47       | 16       | 17       | 18       | 19       | 20       | 21       | 22       |
| 48       | 23       | 24       | 25       | 26       | 27       | 28       | 29       |
| 49       | 30       |          |          |          |          |          |          |

| Dezember | Dezember | Dezember | Dezember | Dezember | Dezember | Dezember | Dezember |
| Kw       | Mo       | Di       | Mi       | Do       | Fr       | Sa       | So       |
| -------- | -------- | -------- | -------- | -------- | -------- | -------- | -------- |
| 49       |          | 1        | 2        | 3        | 4        | 5        | 6        |
| 50       | 7        | 8        | 9        | 10       | 11       | 12       | 13       |
| 51       | 14       | 15       | 16       | 17       | 18       | 19       | 20       |
| 52       | 21       | 22       | 23       | 24       | 25       | 26       | 27       |
| 53       | 28       | 29       | 30       | 31       |          |          |          |

## Ereignisse

### Politik und Weltgeschehen

#### Großbritannien
- 10. Februar: Hochzeit des Prinzen Albert von Sachsen-Coburg und Gotha mit der britischen Königin Victoria
- 27. April: Der Grundstein für den Neubau des britischen Parlamentsgebäudes Palace of Westminster wird gelegt. Das vorige Gebäude war durch einen großen Brand im Jahr 1834 weitgehend zerstört worden.

#### Weitere Ereignisse in Europa
- 7. Februar: Der Deutsche Arbeiterbildungsverein wird gegründet.
- 9. April: Die Grafschaft Ysenburg-Büdingen wird zum Fürstentum erhoben, Graf Ernst Casimir III. von Isenburg-Büdingen wird als Ernst Casimir I. erster Fürst zu Ysenburg und Büdingen.
- 7. Juni: In Preußen tritt nach dem Tode von König Friedrich Wilhelm III. sein Sohn Friedrich Wilhelm IV. die Regentschaft an.
- 15. Juli: Orientkrise: Österreich, Großbritannien, Preußen und Russland unterzeichnen den Londoner Vertrag über eine Befriedung der Levante. Diese Quadrupelallianz stemmt sich damit gegen einen Zusammenbruch des Osmanischen Reichs durch ägyptische Separationsbestrebungen, die wiederum Frankreich unterstützt.
- 6. August: Konservative Verfassung des Königreichs Hannover

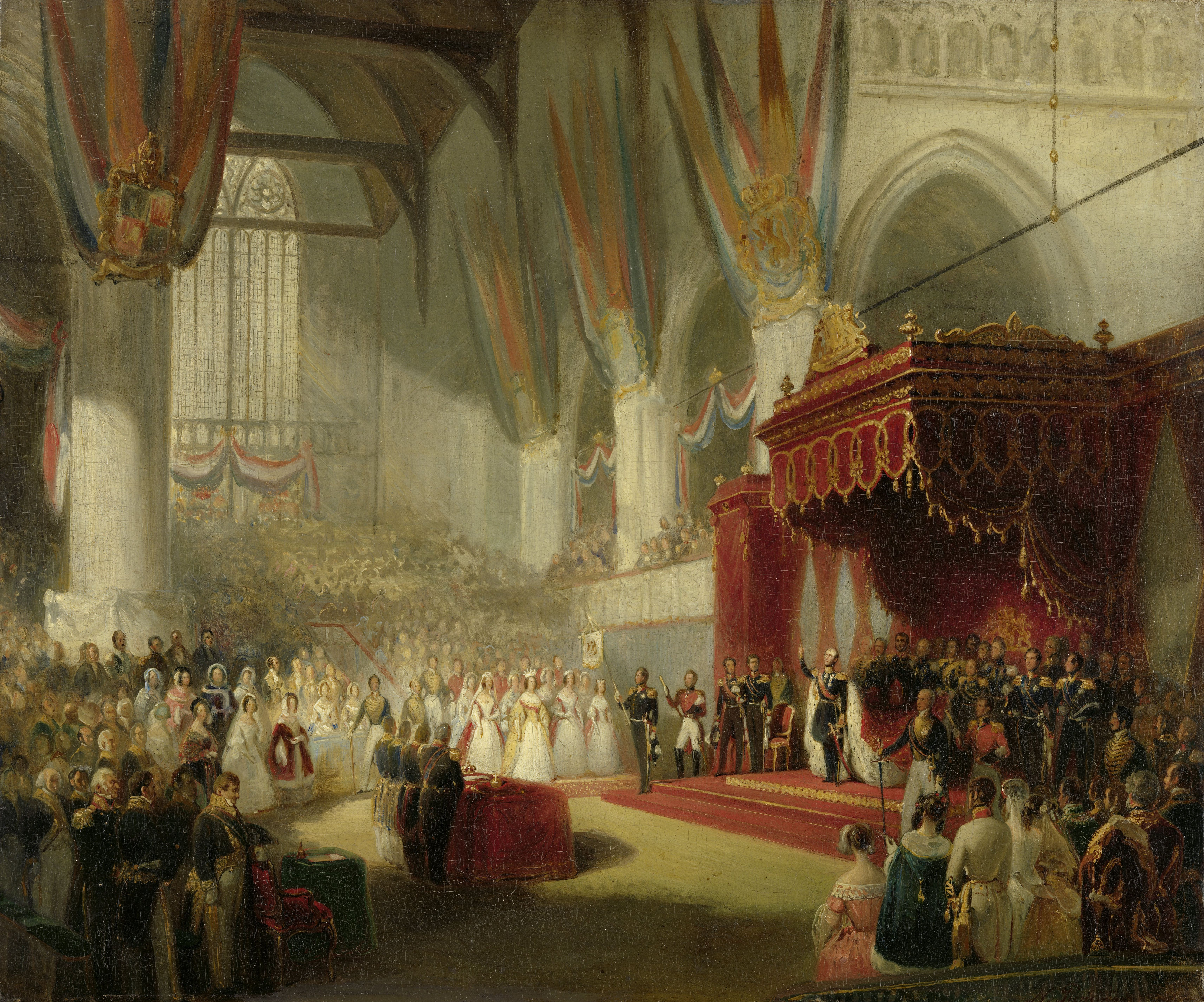
Nicolaas Pieneman:
Die Amtseinführung König Wilhelms II.

- 1. Oktober: Das am 10. Juli erlassene Kriminalgesetzbuch für das Herzogtum Braunschweig tritt im Herzogtum Braunschweig in Kraft.
- 7. Oktober: In den Niederlanden dankt König Wilhelm I. ab. Sein ältester Sohn Wilhelm II. wird neuer Regent.
- 5. November: Die Ruswiler Erklärung wird in der Schweiz von katholisch-konservativen Bürgern verabschiedet. Das auf den Erhalt der alten Ordnung ausgerichtete Manifest ist eine Wurzel der Christlichdemokratischen Volkspartei im Land.

#### Afrika
- um 1840: Das Volk der Kololo wandert unter ihrem Häuptling Sebetswane über den Sambesi in das heutige Nordwestsambia ein. Sie erobern das Königreich Barotse im Kampf gegen die Lozi.

#### Ozeanien

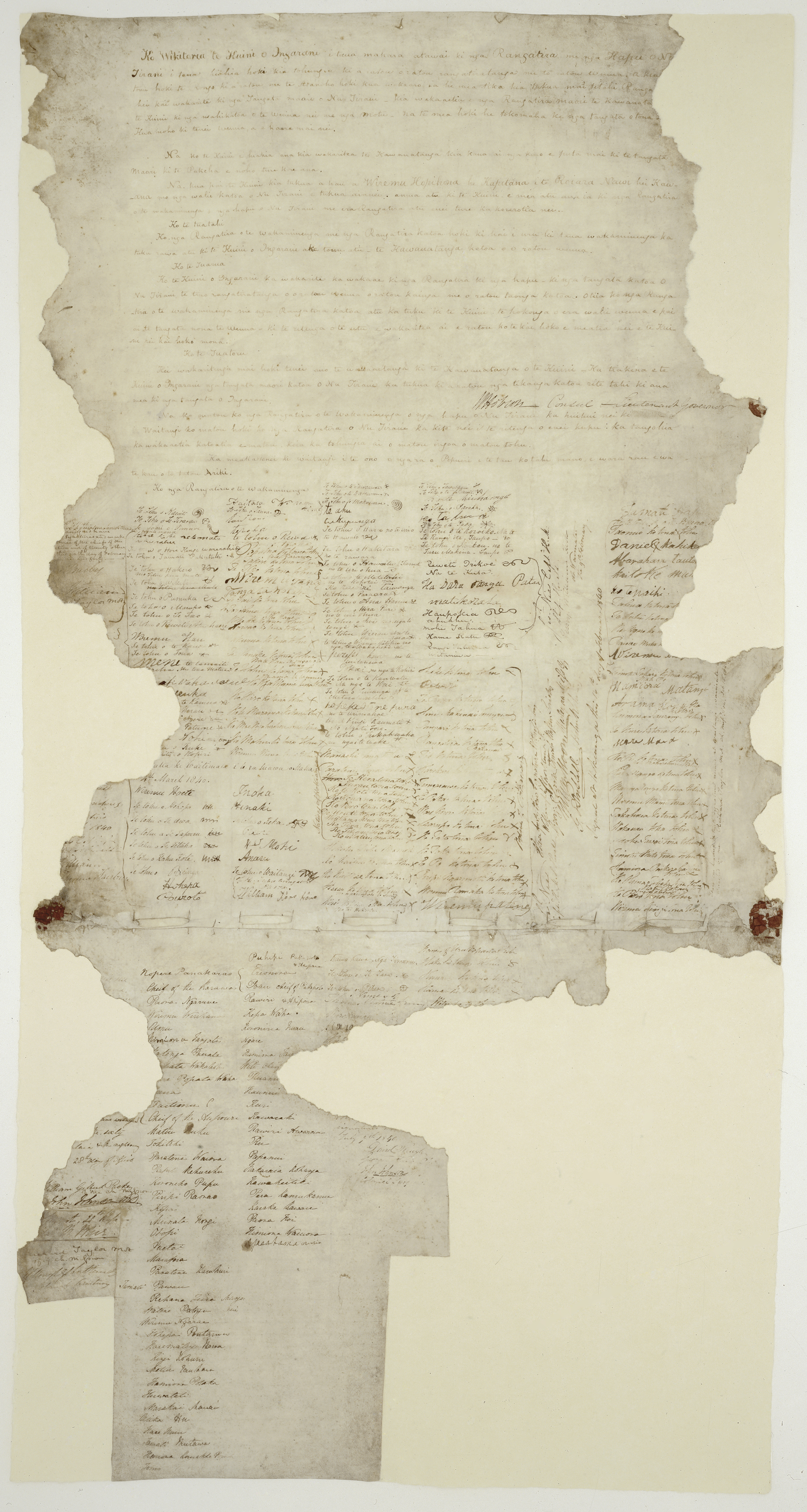
Der Vertrag von Waitangi

- 6. Februar: Der Vertrag von Waitangi (Te Tiriti O Waitangi) wird bei Waitangi von Lieutenant-Governour William Hobson als Vertreter der britischen Krone und 45 Chiefs der nördlichen Māori-Clans in der Bucht der Inseln unterzeichnet. Neuseeland fällt damit unter britische Herrschaft. Erster Unterzeichner ist Hone Heke, Anführer der Ngāpuhi. Übersetzungsfehler, gewollt oder aus mangelnder Kenntnis, führen zu unterschiedlichen Interpretationen des Vertrages und dazu, dass durch Gesetze und Krieg Māori ihres Landes enteignet, ihrer kulturellen Identität und wirtschaftlichen Unabhängigkeit beraubt werden.
- 21. Mai: Der spätere Gouverneur William Hobson erklärt Neuseeland nach dem vorausgegangenen Vertrag von Waitangi als souverän unter der britischen Krone.

#### Amerika
- 23. Juli: Durch das britische Unionsgesetz wird das Entstehen der Provinz Kanada im Folgejahr aus dem Zusammenfassen von Ober- und Niederkanada geregelt.
- 30. Oktober bis 2. Dezember: William Henry Harrison von der Whig-Party siegt in der Präsidentschaftswahl in den Vereinigten Staaten 1840 gegen den demokratischen Amtsinhaber Martin Van Buren.

#### Antarktis
- 20. Januar: Eine von Jules Dumont d’Urville angeführte Antarktisexpedition entdeckt Adélieland.

### Wirtschaft

#### Verkehr

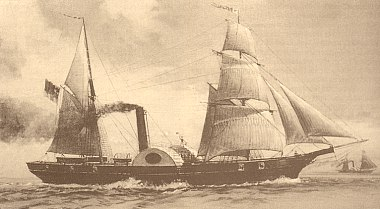
Die Britannia

- 4. Juli: Die Reederei Cunard Line richtet regelmäßige Dampfschiffverbindungen zwischen Liverpool und Halifax sowie Boston ein. Die Britannia ist das erste im Postdienst eingesetzte Schiff.
- 17. August: Das Kaisertum Österreich nimmt als zweite Bahnverbindung die Strecke Mailand–Monza in Betrieb. Sie wird später Teil der Lombardisch-venetianischen Eisenbahnen.

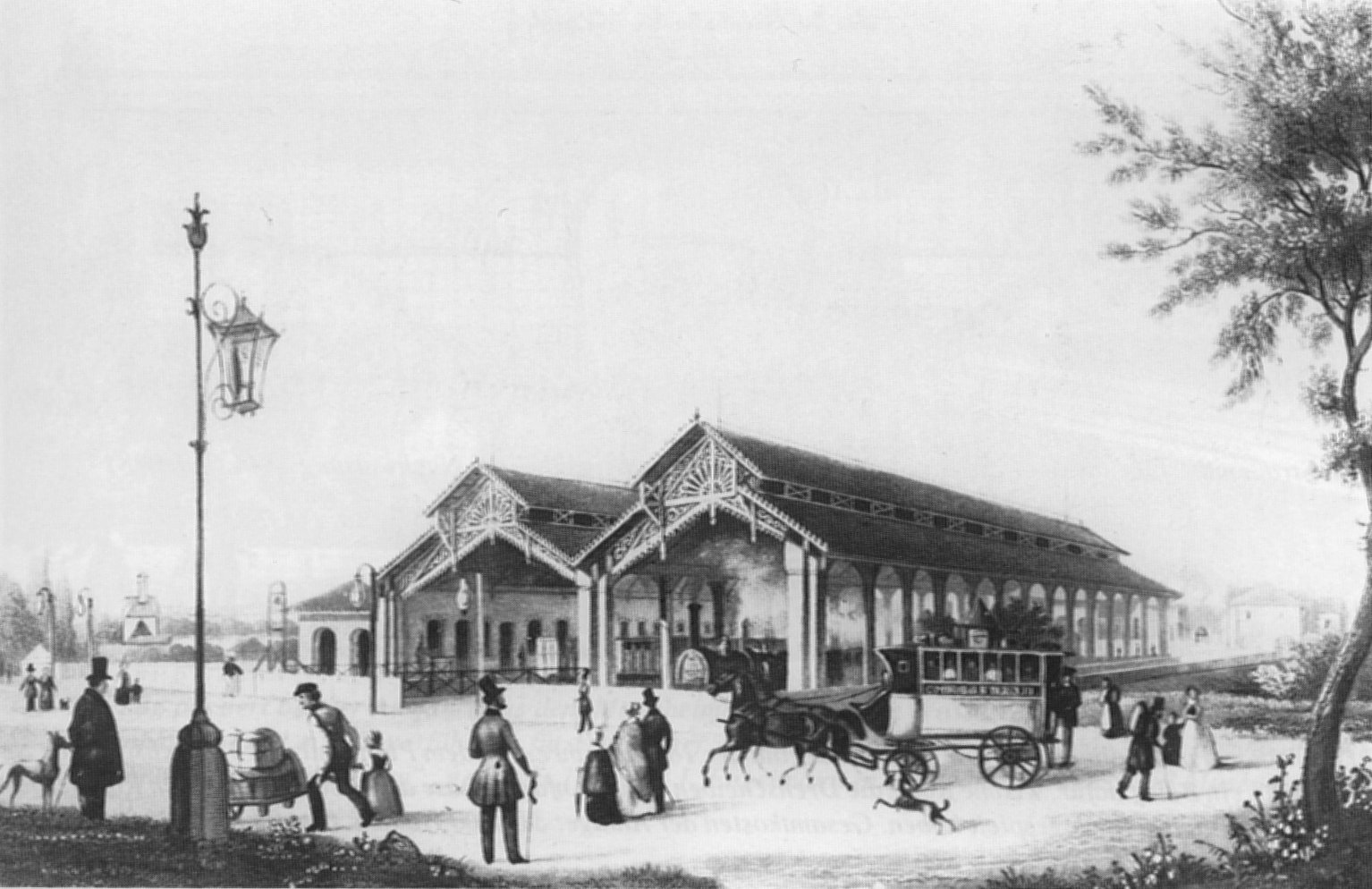
Mannheimer Bahnhof um 1840

- Mit dem Teilstück Mannheim–Heidelberg der Badischen Hauptbahn wird die erste Eisenbahnlinie in Baden eröffnet.

#### Sonstiges
- 10. Januar: Isaac Pitman bietet den ersten Fernunterricht an. Seine Schüler können per Post die von ihm erfundene britische Kurzschrift erlernen.
- 6. Mai: In Großbritannien wird die erste Briefmarke der Welt, die One Penny Black, herausgegeben.
- 20. Juni: Samuel F. B. Morse erhält vom United States Patent Office das Patent für den von ihm erfundenen Schreibtelegrafen.
- Jan Aleksander Kerntopf gründet in Warschau eine Klaviermanufaktur, das spätere Unternehmen J. Kerntopf i Syn.

### Wissenschaft und Technik
- An der 1833 gegründeten Universität Zürich werden erstmals Hörerinnen offiziell zugelassen.
- Der Arzt Carl von Basedow publiziert eine Schilddrüsenkrankheit (Morbus Basedow)
- Justus von Liebig publiziert das Buch Die Chemie in ihrer Anwendung auf Agrikultur und Physiologie
- Erstausgabe des Provincial Medical and Surgical Journals
- um 1840: Der Engländer William Hale entwickelt in Woolwich die Congreve’sche Rakete weiter und erfindet die Hale’sche Rakete.

### Kultur

#### Bildende Kunst

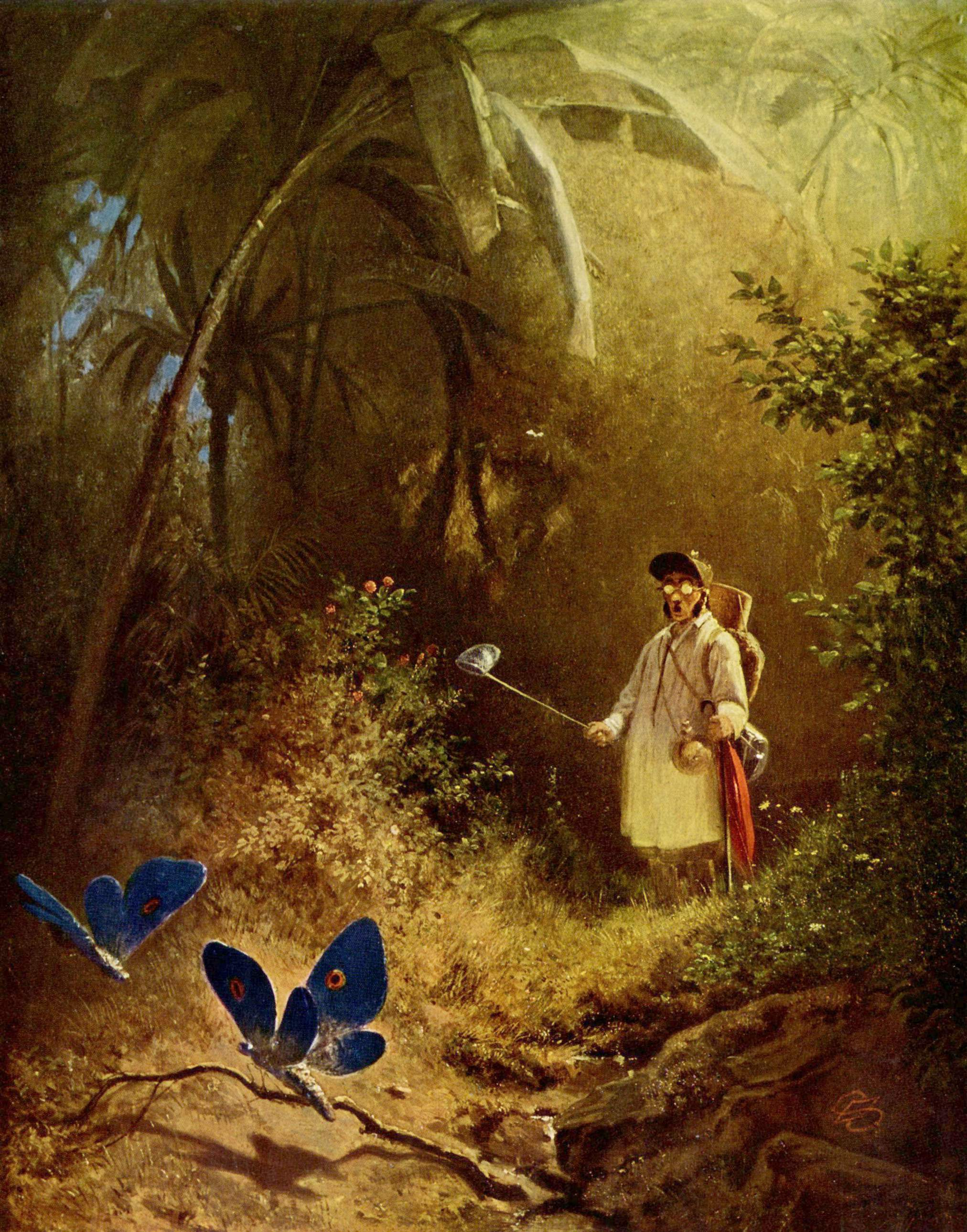
Carl Spitzweg: Der Schmetterlingsjäger

- Carl Spitzweg fertigt das Gemälde Der Schmetterlingsjäger.

#### Musik und Theater
- 6. Januar: Die Uraufführung der Oper Le Drapier von Fromental Halévy findet in Paris statt.

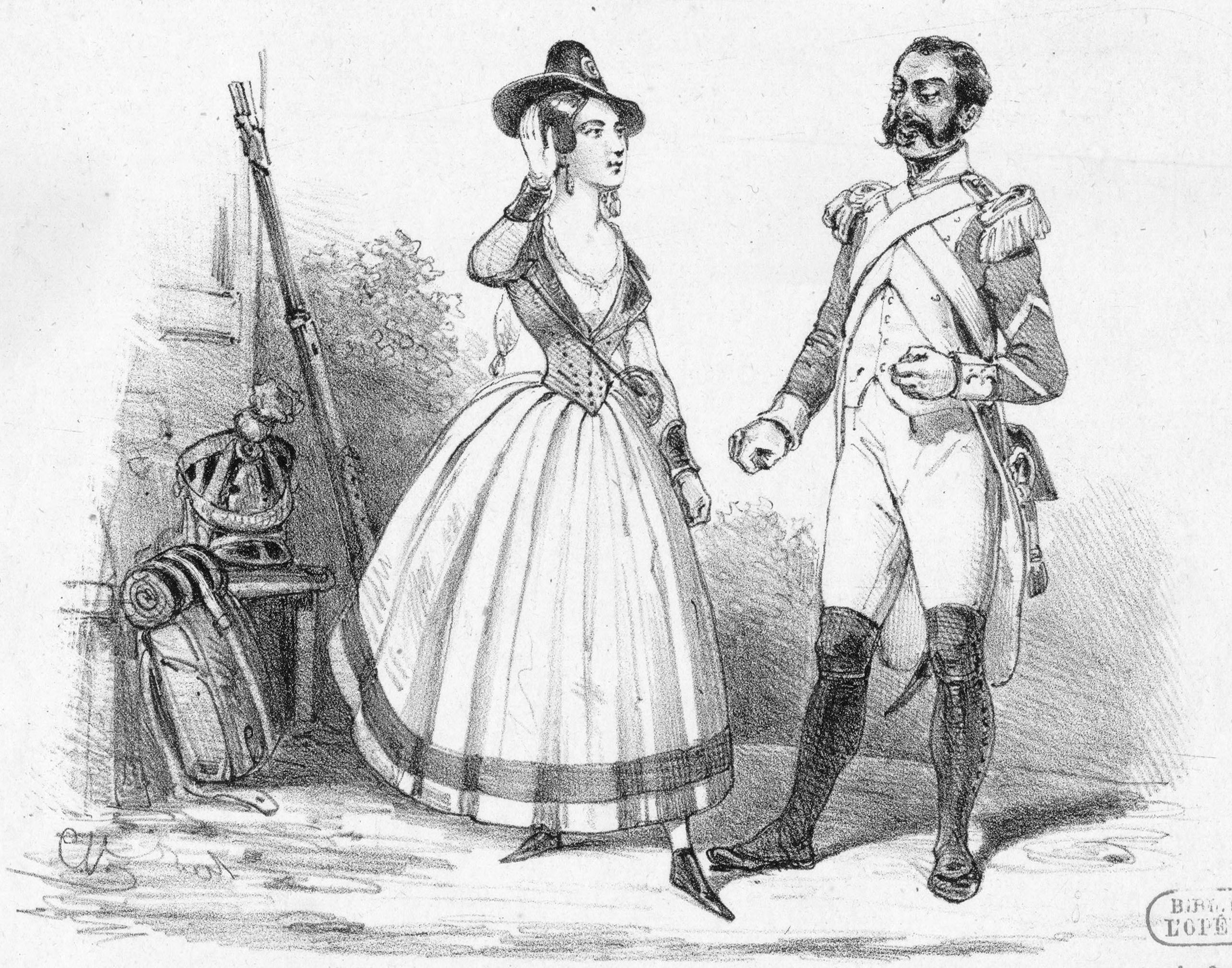
Zeichnung der Uraufführung

- 11. Februar: An der Opéra-Comique in Paris wird die Oper La fille du régiment (Die Regimentstochter) von Gaetano Donizetti auf das Libretto von Jean-François Bayard und Jules-Henri Vernoy de Saint-Georges mit nachhaltigem Erfolg uraufgeführt.
- 10. März: Die Uraufführung der Oper La vestale von Saverio Mercadante findet am Teatro San Carlo in Neapel statt.
- 10. April: Die Uraufführung der Oper Die Märtyrer von Gaetano Donizetti erfolgt in Paris.
- 23. Juni: In Leipzig erfolgt die Uraufführung der komischen Oper Hans Sachs von Albert Lortzing nach dem gleichnamigen Schauspiel von Johann Ludwig Deinhardstein.
- 25. Juni: Die Uraufführung der Sinfoniekantate Lobgesang von Felix Mendelssohn Bartholdy erfolgt in der Leipziger Thomaskirche unter der Leitung des Komponisten. Eine zweite Fassung erklingt erstmals am 3. Dezember.
- 8. August: Die romantische Oper Bátori Mária von Ferenc Erkel auf ein Libretto von Béni Egressy wird in Pest uraufgeführt.
- 5. September: Die Uraufführung der Oper Un giorno di regno von Giuseppe Verdi auf das Libretto von Felice Romani in der Mailänder Scala wird zum Fiasko. Das Stück wird vom Publikum gnadenlos ausgepfiffen und sofort vom Spielplan genommen. Bartolomeo Merelli, der Direktor der Mailänder Scala, löst umgehend den Vertrag mit dem Komponisten. Verdi, der bei der Uraufführung selbst anwesend ist, beschließt, nie wieder eine Oper zu schreiben.
- 17. November: Das Lustspiel Le verre d’eau ou Les effets et les causes (Das Glas Wasser, oder: Ursachen und Wirkungen) von Eugène Scribe hat seine Uraufführung am Théâtre-Français in Paris.

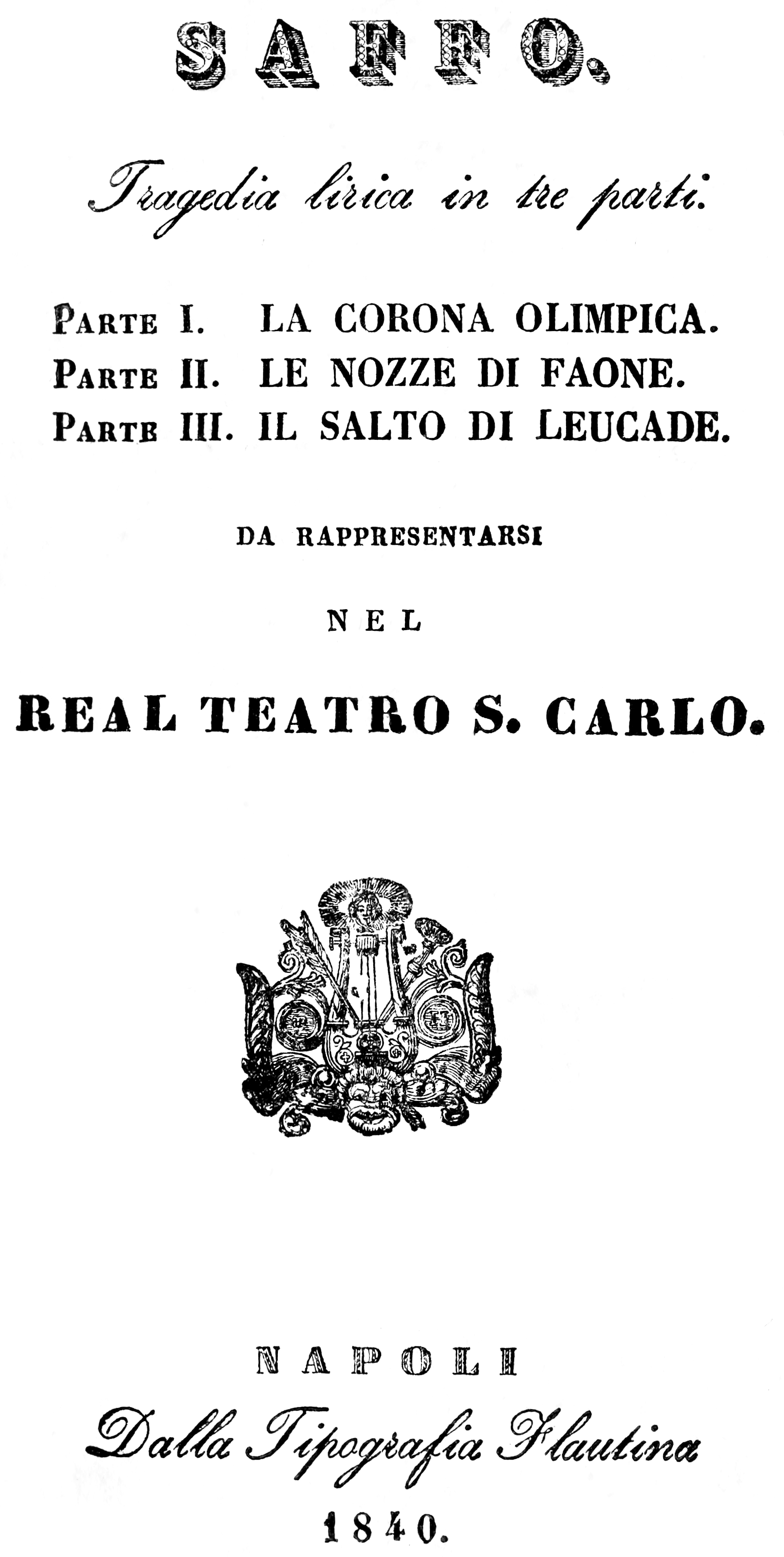
Saffo – Titel des Librettos

- 29. November: Die Uraufführung der Oper Saffo von Giovanni Pacini findet mit großem Erfolg am Teatro San Carlo in Neapel statt. Die Titelrolle singt Francilla Pixis, Gaetano Fraschini singt den Faone.
- 2. Dezember: Die Uraufführung der Oper La favorite (Die Favoritin) von Gaetano Donizetti erfolgt an der Grand Opéra Paris unter der musikalischen Leitung von François-Antoine Habeneck. Das Libretto stammt von Alphonse Royer, Eugène Scribe und Gustave Vaëz auf der Basis der Erzählung Les amants malheureux ou le comte de Comminges von François-Thomas-Marie de Baculard d’Arnaud. Rosine Stoltz und Gilbert Duprez singen die Hauptrollen.

### Gesellschaft
- 5. Februar: Mit dem Verschwinden eines Franziskanerpaters und dessen Dieners beginnt die Damaskusaffäre, eine Ritualmordanklage gegen in Damaskus lebende Juden.
- 1. März: Das Wiener Erlebnislokal Neues Elysium in den Kellerräumen des vormaligen St.-Anna-Klosters wird eröffnet.
- 28. Juni: Friedrich Wilhelm August Fröbel gründet in Bad Blankenburg den ersten Kindergarten in Deutschland.
- 12. September: Der Komponist Robert Schumann heiratet in Schönefeld bei Leipzig mit gerichtlicher Zustimmung Clara Wieck, deren Vater jeden Kontakt der beiden verbot und das Eingehen dieser Ehe ablehnte.

### Religion
- 15. März: Jakob Lorber vernimmt nach eigenen Angaben in sich eine Stimme, die ihn auffordert, zu schreiben. Als Schreibknecht Gottes übermittelt der Visionär Neuoffenbarungen.
- 8. Mai: Die von Gottfried Semper entworfene Dresdner Synagoge wird eingeweiht.
- 18. September: In der Enzyklika Probe nostis befasst sich Papst Gregor XVI. mit der Verbreitung des katholischen Glaubens, namentlich der kirchlichen Missionsarbeit.

### Katastrophen
- Der Great Natchez Tornado tötet am 7. Mai in Louisiana und Mississippi 317 Menschen.
- Die Stadt Sonneberg in Thüringen wird durch ein Großfeuer nahezu vollständig zerstört.

## Historische Karten und Ansichten

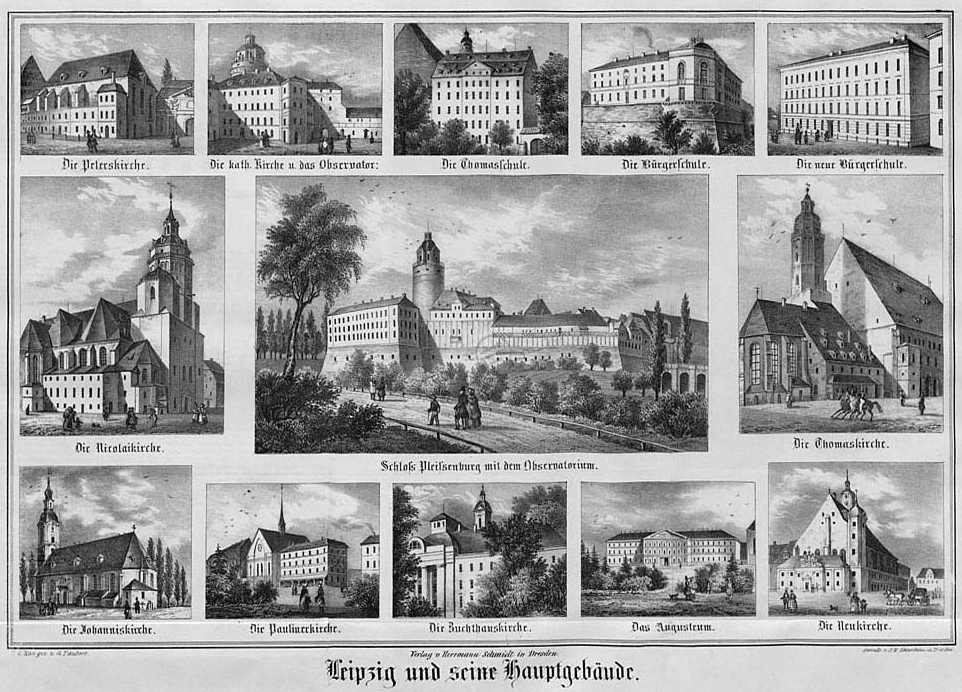
Leipzig 1840

## Geboren

### Januar/Februar
- 01. Januar: Patrick Walsh, US-amerikanischer Politiker († 1899)
- 02. Januar: Adolf Philippi, deutscher Bürgermeister und Abgeordneter († 1923)
- 03. Januar: Ludwig von Arco-Zinneberg, deutscher Politiker († 1882)
- 03. Januar: Damian de Veuster, belgischer Priester und Seliger († 1889)
- 09. Januar: Samuel Baldwin Marks Young, US-amerikanischer Offizier, Generalleutnant der US Army († 1924)
- 10. Januar: Louis-Nazaire Bégin, Erzbischof von Québec und Kardinal († 1925)
- 13. Januar: Michael Haller, Regensburger Kirchenmusiker und Komponist († 1915)
- 14. Januar: Hilarión Daza, bolivianischer Präsident († 1894)
- 15. Januar: Jo Abbott, US-amerikanischer Politiker († 1908)
- 15. Januar: Eduard Locher, Schweizer Ingenieur, Erfinder und freier Unternehmer († 1910)
- 18. Januar: Ernst Rudorff, deutscher Musiker, Kunstpädagoge und Naturschützer († 1916)
- 18. Januar: Alfred Percy Sinnett, englischer Autor und Theosoph († 1921)
- 22. Januar: Adolphe Deslandres, französischer Komponist und Organist († 1911)

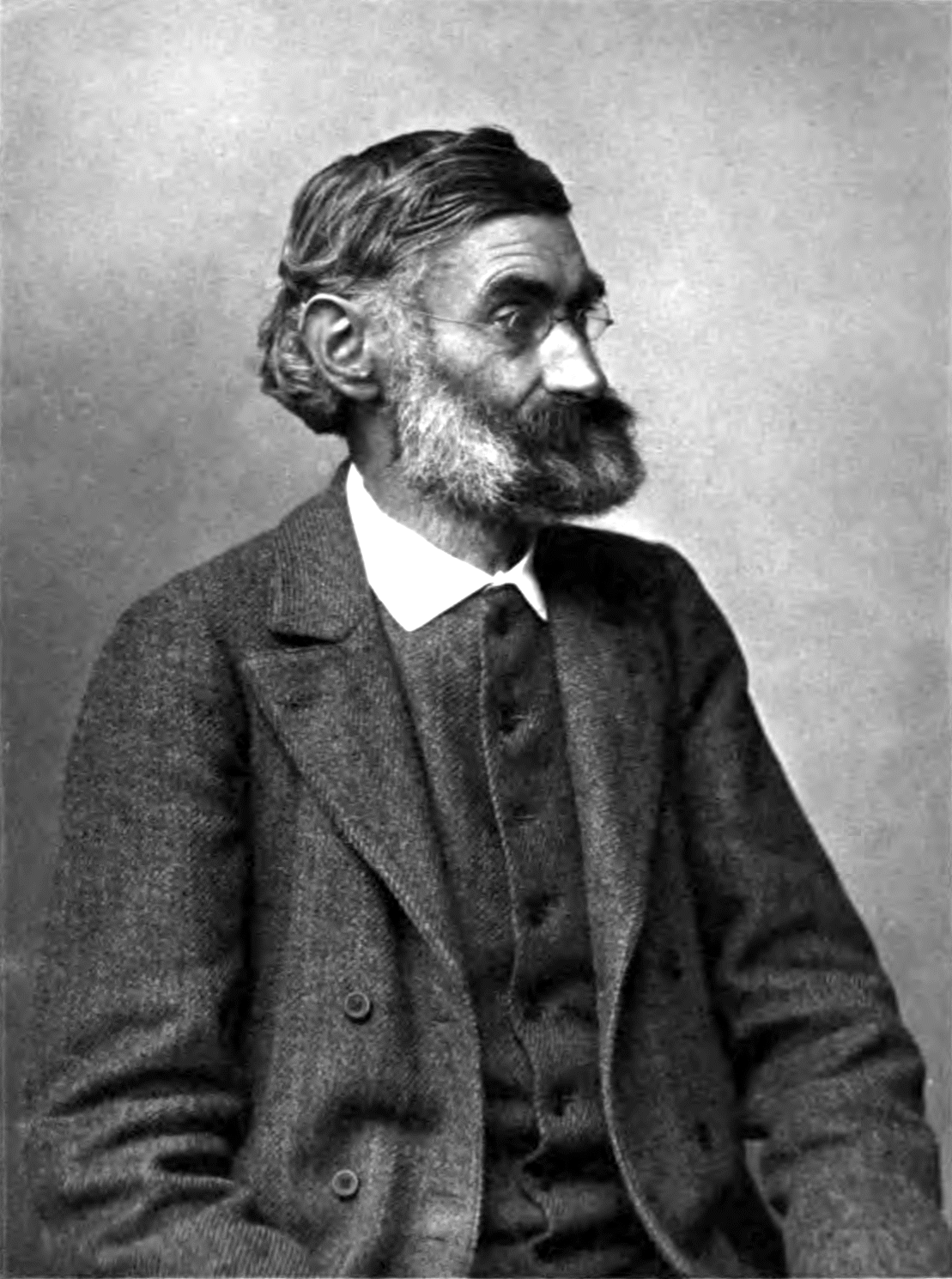
Ernst Abbe

- 23. Januar: Ernst Abbe, deutscher Astronom, Mathematiker, Physiker, Optiker († 1905)
- 25. Januar: Karl Appold, deutscher Maler, Zeichner und Kupferstecher († 1884)
- 25. Januar: Gideon Spicker, deutscher Religionsphilosoph und Mitglied des Kapuzinerordens († 1912)
- 31. Januar: Holmes Conrad, US-amerikanischer Jurist und Politiker († 1915)
- 31. Januar: Josef Ferch, rumäniendeutscher Komponist, Kirchenmusiker und Musikpädagoge († 1902)
- 02. Februar: Louis-Albert Bourgault-Ducoudray, französischer Komponist († 1910)
- 02. Februar: Josef Gold, österreichischer Maler und Restaurator († 1922)
- 05. Februar: Simeon Eben Baldwin, US-amerikanischer Politiker († 1927)
- 05. Februar: John Boyd Dunlop, schottischer Ingenieur, Erfinder, Konstrukteur († 1921)
- 05. Februar: Hiram Maxim, US-amerikanisch-britischer Erfinder († 1916)
- 05. Februar: Richard Schöne, deutscher Archäologe († 1922)
- 06. Februar: Heinrich Steinemann, Schweizer Landwirt und Politiker († 1902)
- 10. Februar: Per Teodor Cleve, schwedischer Naturforscher († 1905)
- 11. Februar: Friedrich Westermann, deutscher Verleger († 1907)
- 15. Februar: Bai Bureh, Herrscher des Königreichs Koya im heutigen Sierra Leone († 1908)
- 16. Februar: Friederike Bognár, deutsche Schauspielerin († 1914)
- 18. Februar: August Schaper, deutscher Orgelbauer († 1920)
- 22. Februar: August Bebel, deutscher Führer der Arbeiterbewegung, sozialistischer Politiker († 1913)
- 22. Februar: Samuel de Lange, niederländisch-deutscher Organist, Lehrer und Komponist († 1911)
- 22. Februar: George A. Sheridan, US-amerikanischer Politiker († 1896)
- 23. Februar: Carl Menger, österreichischer Ökonom († 1921)
- 25. Februar: Otto Liebmann, deutscher Philosoph († 1912)
- 28. Februar: Henri Duveyrier, französischer Afrikareisender († 1892)
- 29. Februar: Paul Adolph, deutscher Jurist und Politiker († 1914)
- 29. Februar: George D. Perkins, US-amerikanischer Politiker († 1914)

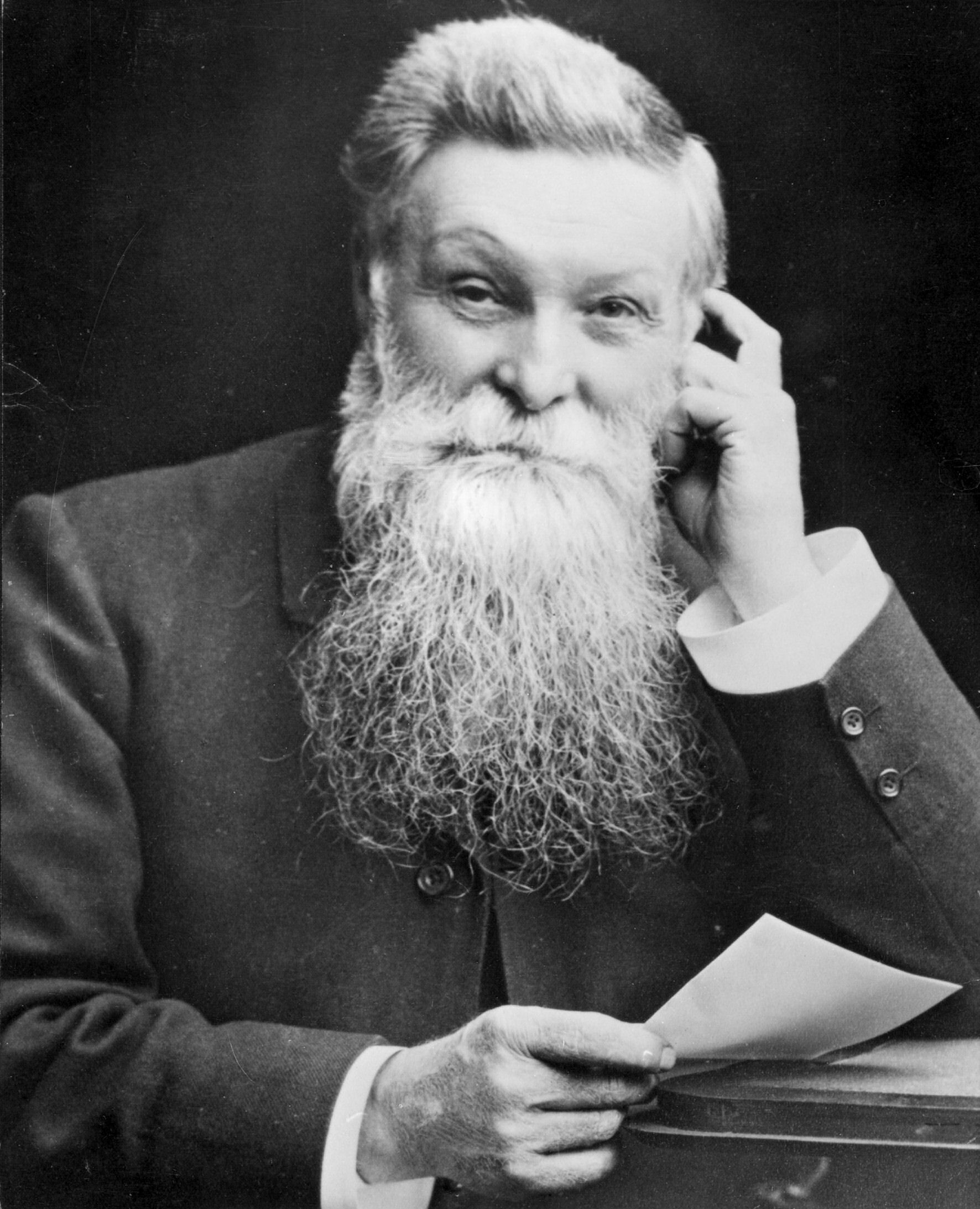
John Boyd Dunlop
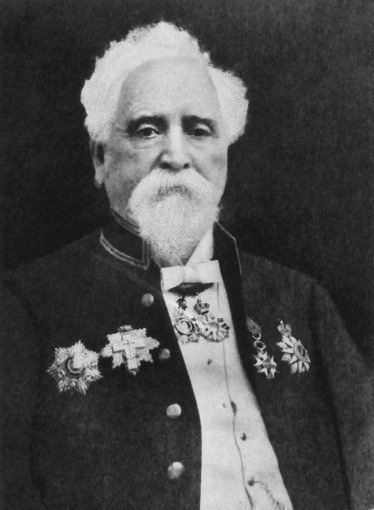
Hiram Maxim
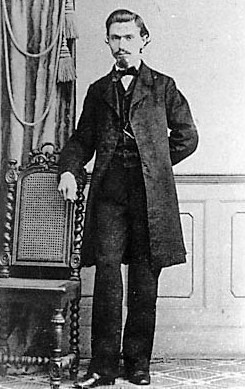
August Bebel

### März/April
- 03. März: Friedrich „Fritz“ Ludwig Tilman Achelis, deutscher Kaufmann und Politiker († 1917)
- 03. März: Chief Joseph, Häuptling der Nez Percé-Indianer († 1904)
- 04. März: Udo zu Stolberg-Wernigerode, Politiker und preußischer Staatsbeamter († 1910)
- 06. März: Gustave Ruiz, französischer Komponist († unbekannt)
- 06. März: Daniel Wilson, französischer Politiker († 1919)
- 14. März: David B. Henderson, US-amerikanischer Politiker († 1906)
- 15. März: Sophie Friederike Andreae, deutsche Schriftstellerin († unbekannt)
- 16. März: Gaspard André, französischer Architekt († 1896)
- 16. März: Hans Georg Conon von der Gabelentz, deutscher Sinologe († 1893)
- 20./22. März: Silvia Andrea, Schweizer Schriftstellerin († 1935)
- 20. März: Franz Mertens, deutscher Mathematiker († 1927)
- 22. März: Otto Wilhelm Thomé, deutscher Botaniker († 1925)
- 23. März: Toni Petersen, deutsche Kunstförderin († 1909)
- 28. März: Eduard Schnitzer, deutscher Afrikaforscher († 1892)
- 28. März: Thyra Sehested, dänische Historikerin († 1923)
- 29. März: Désiré André, französischer Mathematiker († 1917)
- 29. März: Carel Herman Aart van der Wijck, Generalgouverneur von Niederländisch-Indien († 1914)
- 30. März: Charles H. Sawyer, US-amerikanischer Politiker († 1908)
- 31. März: Benjamin Baker, englischer Bauingenieur († 1907)

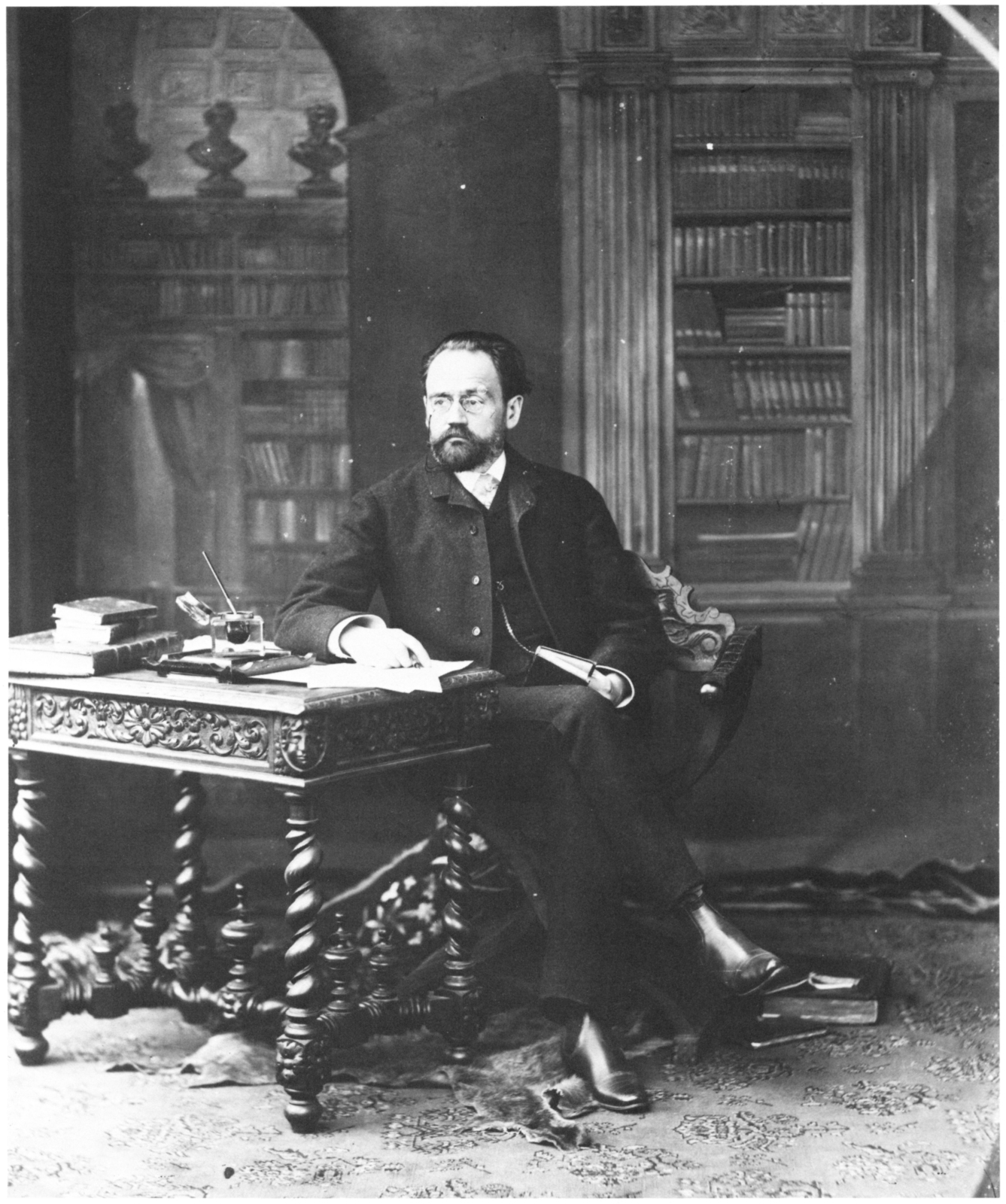
Émile Zola

- 02. April: Émile Zola, französischer Schriftsteller und Journalist († 1902)
- 05. April: Théodore Ritter, französischer Pianist und Komponist († 1886)
- 06. April: Wilhelm Junker, deutscher Afrikaforscher († 1892)
- 08. April: Julius Dammann, deutscher Geistlicher und Schriftsteller († 1908)
- 09. April: Wilhelm Exner, Forstwissenschaftler, Präsident des österreichischen Gewerbevereins († 1931)
- 12. April: Edmond Audran, französischer Organist und Komponist († 1901)
- 13. April: Wassili Wassiljewitsch Kühner, russischer Komponist († 1911)
- 17. April: Jacques de Reinach, französischer Bankier († 1892)
- 22. April: Hippolyte Balavoine, Schweizer evangelischer Geistlicher und Hochschullehrer († 1925)
- 22. April: Odilon Redon, französischer Maler des Impressionismus († 1916)
- 25. April: Frieda von Lipperheide, deutsche Redakteurin, Herausgeberin, Modezeichnerin, Schriftstellerin, Sammlerin, Mäzenin, Salonnière und eine Pionierin kostümkundlicherForschung († 1896)
- 27. April: Karl Friedrich Schmidhäuser, württembergischer Regierungspräsident († 1894)
- 27. April: Edward Whymper, englischer Bergsteiger († 1911)
- 28. April: Caroline Shawk Brooks, US-amerikanische Bildhauerin († 1913)
- 28. April: George G. Symes, US-amerikanischer Politiker († 1893)
- 29. April: Leopold Jacoby, deutscher sozialistischer Lyriker († 1895)
- 30. April: Jean-Etienne Dufour, Schweizer Unternehmer und Politiker († 1893)
- 30. April: Rudolph Eberhard Hillebrand, deutscher Architekt und Bauunternehmer († 1924)

### Mai/Juni
- 04. Mai: George Gray, US-amerikanischer Politiker und Jurist († 1925)
- 06. Mai: John Raines, US-amerikanischer Politiker († 1909)

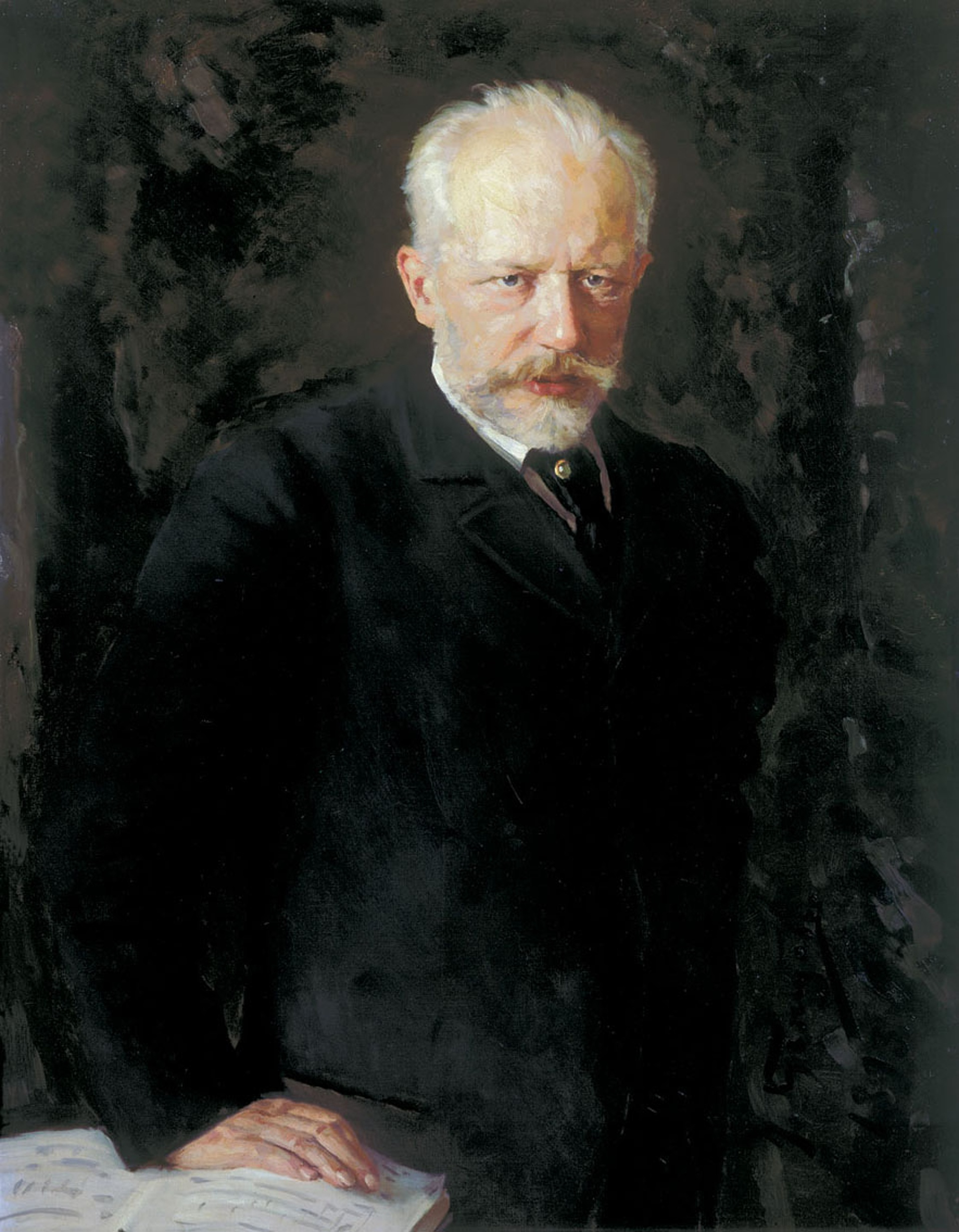
Pjotr I. Tschaikowski, 1893

- 07. Mai: Pjotr Tschaikowski, russischer Komponist († 1893)
- 08. Mai: Friedrich Wilhelm Oskar von Arnstedt, deutscher Verwaltungsjurist († 1914)
- 08. Mai: Emilie Wedekind-Kammerer, deutsche Schauspielerin und Sängerin († 1916)
- 13. Mai: Alphonse Daudet, französischer Schriftsteller († 1897)
- 14. Mai: Dominique Ducharme, kanadischer Pianist, Organist und Musikpädagoge († 1899)
- 24. Mai: Margarete, sächsische Prinzessin, österreichische Erzherzogin († 1858)
- 27. Mai: William Patrick Auld, australischer Winzer, Weinhändler und Entdecker († 1912)
- 27. Mai: Lars Fredrik Nilson, schwedischer Chemiker († 1899)
- 28. Mai: Hans Makart, österreichischer Maler und Dekorationskünstler († 1884)
- 28. Mai: Viktor Wilhelm Russ, österreichischer Politiker († 1920)
- 28. Mai: Johann Baptist Schneider, österreichischer Generalvikar, Weihbischof († 1905)
- 30. Mai: Anton Fischer, Erzbischof des Erzbistums Köln († 1912)
- 02. Juni: Thomas Hardy, britischer Schriftsteller († 1928)
- 06. Juni: William Francis Bartlett, US-amerikanischer General († 1876)
- 06. Juni: John Stainer, englischer Organist und Komponist († 1901)
- 07. Juni: Charlotte, mexikanische Kaiserin († 1927)
- 08. Juni: Manuel José de Arriaga, portugiesischer Politiker († 1917)
- 09. Juni: Akaki Zereteli, georgischer Schriftsteller und Politiker († 1915)
- 10. Juni: Theodor Philipsen, dänischer Maler († 1920)
- 11. Juni: William Warner, US-amerikanischer Politiker († 1916)
- 12. Juni: Jakub Arbes, böhmischer Journalist und Schriftsteller († 1914)
- 13. Juni: Oskar Höcker, deutscher Schauspieler und Schriftsteller († 1894)
- 15. Juni: Carl Klinke, preußischer Soldat (Pionier) († 1864)
- 21. Juni: Edward Stanley Gibbons, englischer Philatelist († 1913)
- 21. Juni: Emanuel Züngel, tschechischer Lyriker, Dramatiker, Librettist und Übersetzer († 1894)
- 23. Juni: Hermann Wagner, deutscher Geograph († 1929)
- 24. Juni: Eugen Gutmann, deutscher Bankier († 1925)

### Juli/August
- 03. Juli: L. Bradford Prince, US-amerikanischer Politiker († 1922)
- 08. Juli: Heinrich von Angeli, österreichischer Maler († 1925)
- 08. Juli: August Leskien, deutscher Indogermanist und Slawist († 1916)
- 09. Juli: William Freeman Vilas, US-amerikanischer Politiker († 1908)
- 11. Juli: Frank Morey, US-amerikanischer Politiker († 1890)
- 12. Juli: John Q. Tufts, US-amerikanischer Politiker († 1908)
- 14. Juli: Heinrich Schwenger, deutscher Baumeister († 1906)
- 16. Juli: William R. Brown, US-amerikanischer Politiker († 1916)
- 16. Juli: Sakkalin, König von Luang Phrabang († 1904)
- 17. Juli: Édouard François André, französischer Gärtner, Gartengestalter und Botaniker († 1911)
- 18. Juli: Giovanni Arcangeli, italienischer Botaniker († 1921)
- 18. Juli: Wassil Lewski, bulgarischer Revolutionär und Ideologe der nationalen Wiedergeburt († 1873)
- 19. Juli: José Manuel Balmaceda, chilenischer Politiker († 1891)
- 20. Juli: Louis Andrieux, französischer Politiker, Polizeipräfekt von Paris und Botschafter († 1931)
- 24. Juli: Abraham Goldfaden, ukrainischer Schriftsteller († 1908)
- 26. Juli: Eduard Pechuel-Loesche, deutscher Geograph und Afrikaforscher († 1913)
- 27. Juli: Ranald Slidell MacKenzie, US-amerikanischer General († 1889)
- 28. Juli: Edward Drinker Cope, US-amerikanischer Paläontologe und Zoologe († 1897)
- 01. August: Franz Simandl, Kontrabassist, Musiklehrer und Autor († 1912)
- 03. August: James Elton, englischer Afrikareisender und Reiseschriftsteller († 1877)
- 06. August: Camille Crémer, französischer General († 1876)
- 10. August: Károly Hornig, Erzbischof von Veszprém und Kardinal († 1917)
- 14. August: Richard von Krafft-Ebing, deutscher Psychiater und Gerichtsmediziner († 1902)
- 15. August: Richard Abé, deutscher Stahlformgießer († 1919)
- 19. August: Jeanna Bauck, schwedisch-deutsche Malerin († 1926)
- 20. August: Wilhelm Lehmann, deutscher Gründer der Stadt Rafaela († 1886)
- 22. August: Thomas Johann Heinrich Mann, deutscher Kaufmann († 1891)
- 23. August: Gabriel von Max, deutscher Maler († 1915)
- 27. August: Conrad Ruf, deutscher Fotograf († 1922)
- 28. August: Ira David Sankey, US-amerikanischer Sänger und Komponist geistlicher Lieder († 1908)
- 31. August: Wilhelm Dittenberger, deutscher Klassischer Philologe und Epigraphiker († 1906)

### September/Oktober
- 02. September: Giovanni Verga, italienischer Schriftsteller († 1922)
- 05. September: Ludwig Auerbach, deutscher Dichter († 1882)
- 13. September: Joseph Lyman, US-amerikanischer Politiker († 1890)
- 14. September: Ernst Wenzel, deutscher Mediziner und Hochschullehrer († 1896)
- 14. September: George Elbridge Whiting, US-amerikanischer Komponist und Organist († 1923)
- 18. September: Emil Scaria, österreichischer Opernsänger († 1886)
- 20. September: Hugo Jentsch, deutscher Gymnasiallehrer, Landeshistoriker und Urgeschichtsforscher († 1916)
- 21. September: Murad V., osmanischer Sultan († 1904)
- 23. September: Simon B. Conover, US-amerikanischer Politiker († 1908)
- 23. September: Benno Jaffé, deutscher Chemiker, Industrieller und Kommunalpolitiker († 1923)
- 25. September: William N. Roach, US-amerikanischer Politiker († 1902)
- 27. September: Alfred Thayer Mahan, US-amerikanischer Admiral († 1914)
- 27. September: Thomas Nast, deutschamerikanischer Karikaturist († 1902)
- 28. September: Rudolf Baumbach, deutscher Dichter († 1905)
- 30. September: Johan Svendsen, norwegischer Komponist († 1911)
- 01. Oktober: Edward H. Gillette, US-amerikanischer Politiker († 1918)
- 01. Oktober: Anthony C. Higgins, US-amerikanischer Politiker († 1912)
- 01. Oktober: Godfried Marschall, österreichischer Generalvikar, Weihbischof († 1911)
- 04. Oktober: Viktor Knorre, russischer Astronom († 1919)
- 04. Oktober: Charles Lenepveu, französischer Komponist und Musikpädagoge († 1910)
- 05. Oktober: John Addington Symonds, englischer Autor und Lehrer († 1893)
- 06. Oktober: Eugen Dieterich, Chemiker und Pionier der deutschen pharmazeutischen Industrie († 1904)
- 06. Oktober: Christian August Volquardsen, deutscher Althistoriker († 1917)
- 10. Oktober: Evarts Worcester Farr, US-amerikanischer Politiker († 1880)
- 11. Oktober: Roberto Stagno, italienischer Operntenor († 1897)
- 12. Oktober: Luigi Bodio, italienischer Statistiker († 1920)
- 14. Oktober: Heinrich Ebeling, deutscher Altphilologe und Lexikograf
- 14. Oktober: Anton Hauser, römisch-katholischer Priester und Person der Arbeiterbewegung
- 14. Oktober: Paul Güßfeldt, deutscher Afrikareisender († 1920)
- 14. Oktober: Friedrich Kohlrausch, deutscher Physiker († 1910)
- 14. Oktober: Guido Hermann Schäf, deutscher Orgelbauer († 1911)
- 15. Oktober: E. John Ellis, US-amerikanischer Politiker († 1889)
- 15. Oktober: August Mau, deutscher Archäologe († 1909)
- 20. Oktober: Emma Hodler, Schweizer Lehrerin, Schriftstellerin und Bühnenautorin († 1913)
- 21. Oktober: Charles Triplett O’Ferrall, US-amerikanischer Politiker († 1905)
- 28. Oktober: Joseph W. Fifer, US-amerikanischer Politiker († 1938)
- 28. Oktober: Georgine Schubert, deutsche Schauspielerin und Sängerin († 1878)
- Oktober: Moïse Saucier, kanadischer Pianist, Organist und Musikpädagoge († 1912)

### November/Dezember
- 03. November: Johann Sperl, deutscher Maler († 1914)
- 05. November: Moses A. McCoid, US-amerikanischer Politiker († 1904)
- 06. November: Marc Héridier, Schweizer Jurist und Politiker († 1919)
- 08. November: Nathan Rothschild, britischer Bankier und Politiker († 1915)
- 09. November: Robert d’Orléans, Herzog von Chartres († 1910)

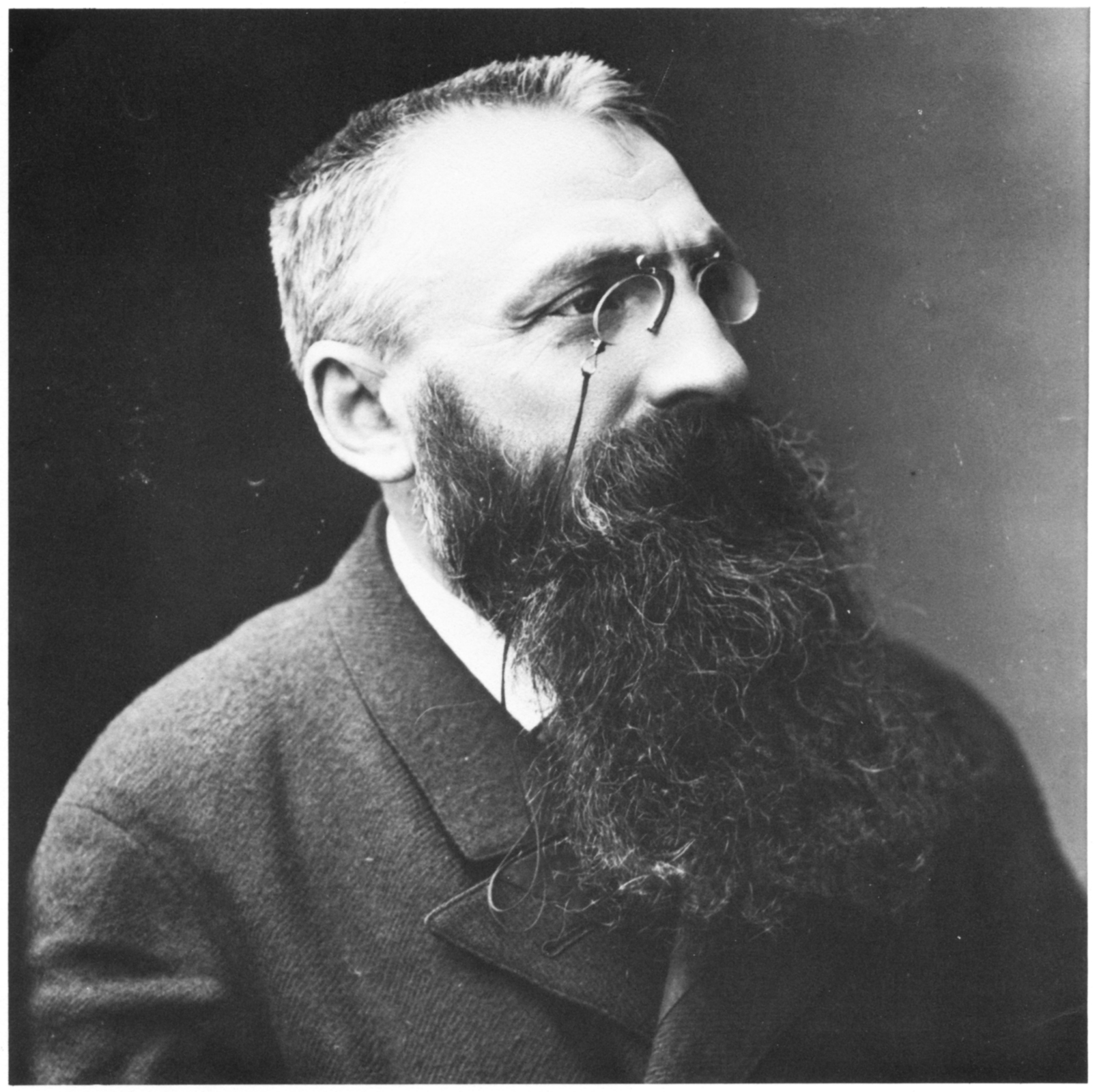
Auguste Rodin, 1893

- 12. November: Auguste Rodin, französischer Bildhauer († 1917)

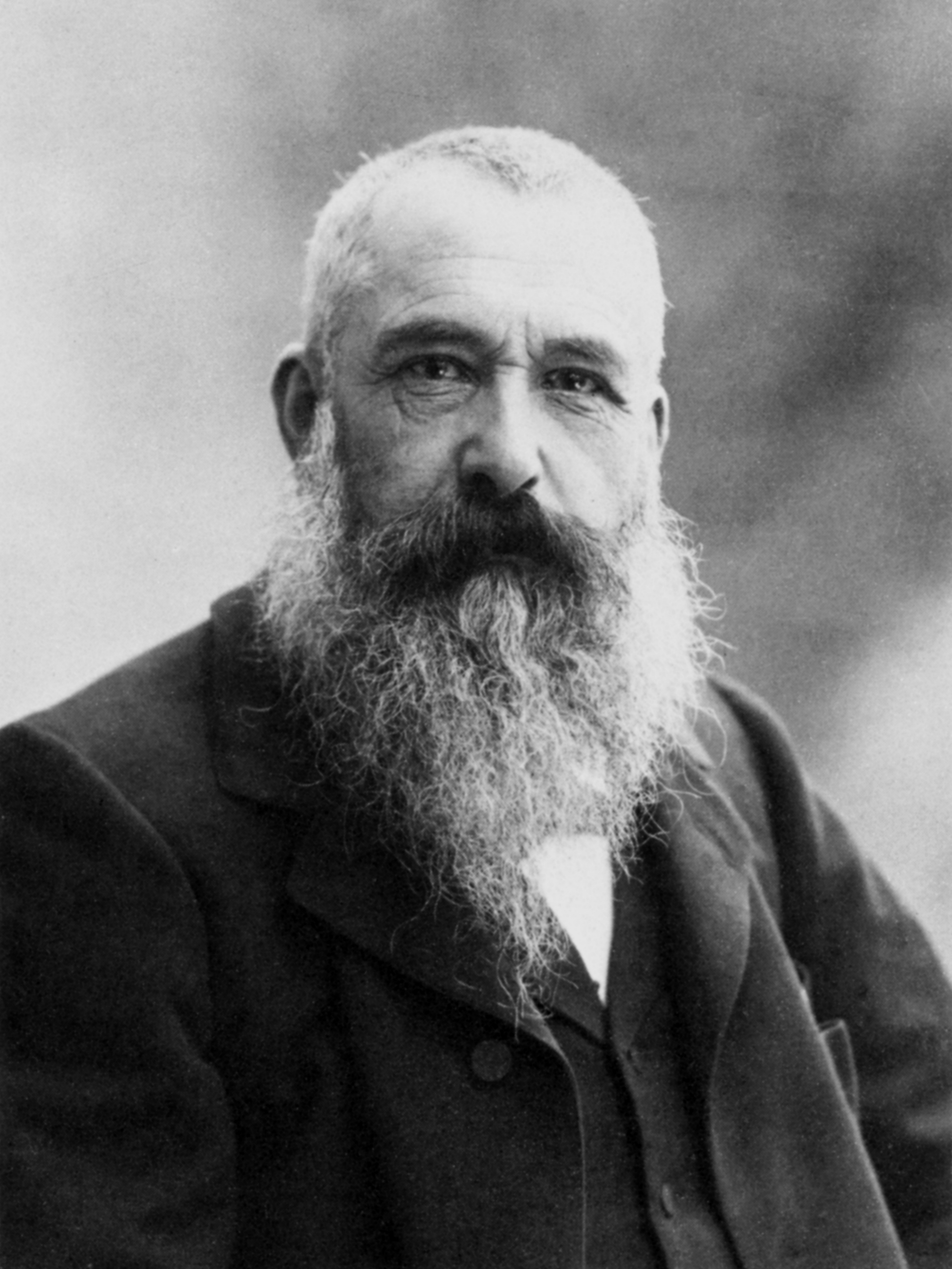
Claude Monet, 1899

- 14. November: Claude Monet, französischer Maler des Impressionismus († 1926)
- 15. November: Friedrich Karl Hermann Georg von Viebahn, preußischer General und Evangelist († 1915)
- 16. November: Henry Markham, US-amerikanischer Politiker († 1923)
- 20. November: John Russell Young, US-amerikanischer Journalist, Schriftsteller und Diplomat († 1899)
- 21. November: Victoria, preußische Königin und deutsche Kaiserin († 1901)
- 22. November: Émile Lemoine, französischer Mathematiker und Ingenieur († 1912)
- 22. November: Albert Studler, Schweizer Landwirt und Politiker († 1914)
- 29. November: Jules Guiffrey, französischer Kunsthistoriker († 1918)
- 30. November: Wilhelm Erb, deutscher Neurologe († 1921)
- 01. Dezember: Marie Bracquemond, französische Malerin des Impressionismus († 1916)
- 03. Dezember: Alexander Strakosch, österreichischer Theaterschauspieler und Rezitator († 1909)
- 05. Dezember: Bertha Akermann-Hasslacher, deutsche Schriftstellerin († 1904)
- 07. Dezember: Hermann Goetz, deutscher Komponist († 1876)
- 07. Dezember: Justus Heer, Schweizer evangelischer Geistlicher († 1886)
- 11. Dezember: Carl Johannes Thomae, deutscher Mathematiker († 1921)
- 15. Dezember: Jules Danbé, französischer Dirigent und Geiger († 1905)
- 17. Dezember: Ernst von Heynitz (Johanniter), deutscher Offizier, Farmer und Gutsbesitzer († 1912)
- 17. Dezember: Christian Horneman, dänischer Komponist († 1906)
- 19. Dezember: Giulio Ricordi, italienischer Musikverleger und Komponist († 1912)
- 24. Dezember: Thomas Hurley Brents, US-amerikanischer Politiker († 1916)
- 27. Dezember: John Wilbur Atwater, US-amerikanischer Politiker († 1910)
- 27. Dezember: Jakob Geis, bayerischer Volkssänger († 1908)
- 29. Dezember: Felix Anton Dohrn, deutscher Zoologe, Erforscher der Phylogenese († 1909)
- 31. Dezember: Johann Ernst Sattler, deutscher Maler († 1923)

### Genaues Geburtsdatum unbekannt
- Pierre Eliyya Abo-Alyonan, Patriarch der Chaldäisch-Katholischen Kirche († 1894)
- Bloody Bill Anderson, US-amerikanischer Pirat († 1864)
- John Charles Ardagh, britischer Offizier, Festungsbauer, Jurist und Kolonialbeamter († 1907)
- Manuel Domínguez Sánchez, spanischer Maler († 1906)
- Agop Güllü, armenischer Theaterregisseur († 1902)
- Jackson Haines, US-amerikanischer Ballettmeister und Eiskunstläufer († 1876)
- American Horse II., indianischer Häuptling († 1908)
- Georges Jacobi, deutscher Komponist und Dirigent († 1906)
- Arsenios der Kappadokier, griechischer Mönch und Heiliger († 1924)
- Ion Perdicaris, griechisch-amerikanischer Lebemann, dessen Entführung 1904 den sogenannten Perdicaris-Zwischenfall auslöste († 1925)
- Max Georg Schubert, deutscher Industrieller († 1901)

## Gestorben

### Erstes Quartal
- 03. Januar: Karl Ludwig Grave, deutscher Geistlicher und Pädagoge (* 1784)
- 06. Januar: Fanny Burney, englische Schriftstellerin (* 1752)
- 06. Januar: Johann Baptist Schiedermayr, deutscher Komponist und Kirchenmusiker (* 1779)
- 08. Januar: Franz Ludwig von Könitz, deutscher Offizier, Gutsbesitzer und Landtagsabgeordneter (* 1780)
- 13. Januar: Karl Follen, deutscher Burschenschafter und Schriftsteller (* 1796)
- 16. Januar: Christian Ferdinand Siemens, Vater der Gründer der Siemens AG (* 1787)
- 17. Januar: Ignaz Ambros von Amman, deutscher Kartograf und Landesgeometer (* 1753)
- 18. Januar: Johann Adam Goez, deutscher Schriftsteller und Pädagoge (* 1755)
- 18. Januar: Jodocus Heringa Eliza’s zoon, niederländischer reformierter Theologe (* 1765)
- 22. Januar: Rosa Maria Antonetta Paulina Assing, deutsche Lyrikerin, Erzählerin, Übersetzerin, Scherenschnittkünstlerin und Erzieherin (* 1783)
- 22. Januar: Johann Friedrich Blumenbach, deutscher Anatom und Anthropologe (* 1752)
- 22. Januar: Ernst Georg Julius Hecht, deutscher Jurist (* 1775)
- 24. Januar: Johann Christoph Hasse, deutscher Apotheker (* 1777)
- 27. Januar: Isaac Chauncey, US-amerikanischer Marineoffizier (* 1772)

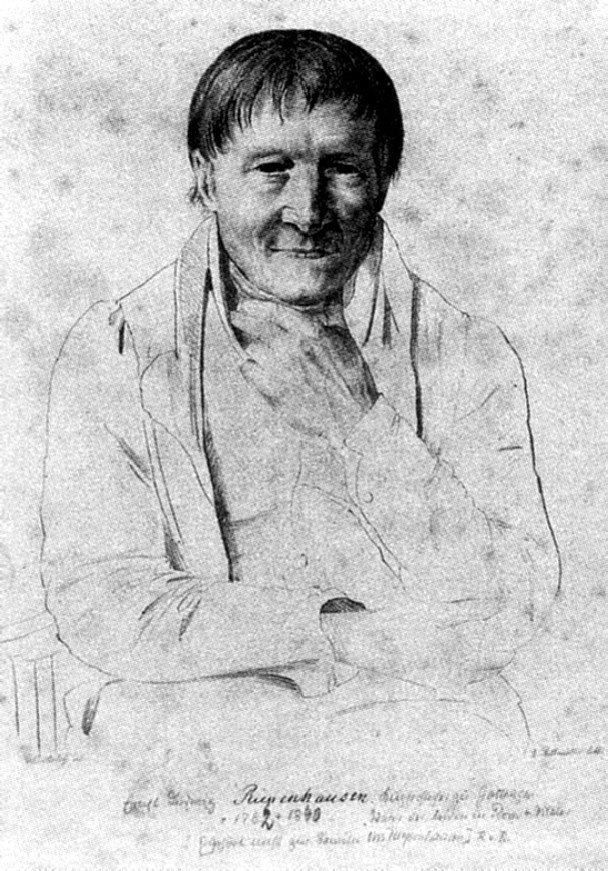
Ernst Ludwig Riepenhausen, Lithographie um 1820

- 27. Januar: Ernst Ludwig Riepenhausen, deutscher Kupferstecher (* 1762)
- 28. Januar: William Strong, US-amerikanischer Politiker (* 1763)
- 28. Januar: Heinrich Christian von Ulmenstein, deutscher Jurist und Beamter (* 1777)
- 30. Januar: Johann Karl Gottlob von Nostitz-Jänkendorf, deutscher Gutsbesitzer (* 1754)
- 31. Januar: Joseph von Utzschneider, deutscher Techniker (* 1763)
- 06. Februar: Peter van Bohlen, deutscher Orientalist (* 1796)
- 08. Februar: Thomas Graf, deutscher katholischer Geistlicher (* 1787)
- 13. Februar: Nicolas-Joseph Maison, französischer General, Marschall von Frankreich (* 1771)
- 16. Februar: Andreas Ludwig Christoph Kettembeil, deutscher Jurist und Herausgeber (* 1768)
- 17. Februar: Ferdinand Teuffer, deutsch-dänischer Jurist und Autor (* 1801)
- 18. Februar: Elisabeth Christine Ulrike, Tochter von Herzog Karl I. (Braunschweig) (* 1746)
- 20. Februar: Wilhelm Gotthelf Lohrmann, deutscher Geodät, Topograph, Astronom und Meteorologe (* 1796)
- 02. März: Heinrich Wilhelm Olbers, deutscher Arzt und Astronom (* 1758)
- 03. März: Laurent-Théodore Biett, schweizerisch-französischer Mediziner (* 1781)
- 03. März: Wilhelm Langbein, deutscher Pädagoge (* 1801)
- 04. März: Wulf Christopher von Ahlefeldt, Herr auf Gut Deutsch-Lindau und Königsförde (* 1761)
- 05. März: Reinhard Christian Wilhelm Aurelius Steimmig, deutscher Mediziner (* 1785)
- 09. März: Pierre Dupont de l’Étang, französischer General (* 1765)
- 09. März: Georg Scheiblein, römisch-katholischer Geistlicher (* 1766)
- 12. März: Georg Friedrich Baumgärtel, deutscher Pädagoge (* 1760)
- 12. März: Gustav Wilhelm Struckmann, deutscher Jurist und Autor (* 1796)
- 14. März: Heinrich Escher, Schweizer Kaufmann und Politiker (* 1777)
- 17. März: Ludwig von Wirschinger, bayerischer Finanzminister (* 1781)
- 18. März: Hans Georg von Carlowitz, sächsischer Minister (* 1772)
- 18. März: Christopher G. Champlin, US-amerikanischer Politiker (* 1768)
- 19. März: Thomas Daniell, englischer Maler und Radierer (* 1749)
- 19. März: François-Dominique Mosselman, Brüsseler Privatbankier und Industrieller (* 1754)
- 20. März: Dietrich Friedrich von Holstein, deutscher Offizier (* 1758)
- 20. März: Maximilian Friedrich Scheibler, deutscher Geistlicher (* 1759)
- 23. März: William Maclure, schottischer Geologe, Gelehrter und Philanthrop (* 1763)
- 25. März: Franz Gallus Sündermahler, deutscher Jurist und Beamter (* 1755)
- 27. März: Philipp Albert Stapfer, Schweizer Politiker, Diplomat und Theologe (* 1766)
- 28. März: Vincent Delacour, französischer Komponist (* 1808)
- 28. März: Simon L’Huilier, Schweizer Mathematiker (* 1750)
- 28. März: Anton Friedrich Justus Thibaut, deutscher Rechtswissenschaftler (* 1772)
- 30. März: Johann Philipp Beck, deutscher Geistlicher und Pädagoge (* 1766)
- 30. März: George Bryan Brummell, britischer Dandy, Freund Georg IV. (* 1778)
- 30. März: Joseph Pletz, österreichischer römisch-katholischer Geistlicher, Pädagoge und Autor (* 1788)

### Zweites Quartal
- 01. April: Rudolf von Salis-Zizers, Schweizer Offizier (* 1779)
- 07. April: Thaddeus Betts, US-amerikanischer Politiker (* 1789)
- 09. April: Heinrich Otto von Aderkas, General der Kaiserlich Russischen Armee (* 1770)
- 12. April: Franz Anton von Gerstner, österreichischer Ingenieur (* 1796)
- 13. April: Ferdinand Otto Vollrath Lawätz, deutsch-dänischer Jurist, Gutsbesitzer, Autor und Beamter (* 1751)
- 14. April: Christian Heinrich Delius, deutscher Archivar und Historiker (* 1778)
- 16. April: Gebhard Anton von Krosigk, deutscher Beamter und Gutsbesitzer (* 1754)
- 17. April: Gustav Adolf Ferdinand Heinrich Leo, deutscher Beamter (* 1779)
- 18. April: Johann Heinrich Fuhr, deutscher Kaufmann (* 1777)
- 19. April: Franz Kuenlin, Schweizer Politiker und Autor (* 1781)
- 19. April: August Ernst Rauschenbusch, deutscher Pädagoge und lutherischer Geistlicher (* 1777)
- 20. April: Carl von Alten, deutscher General (* 1764)
- 23. April: Wilhelm von Studnitz, deutscher Offizier und Schriftsteller (* 1789)

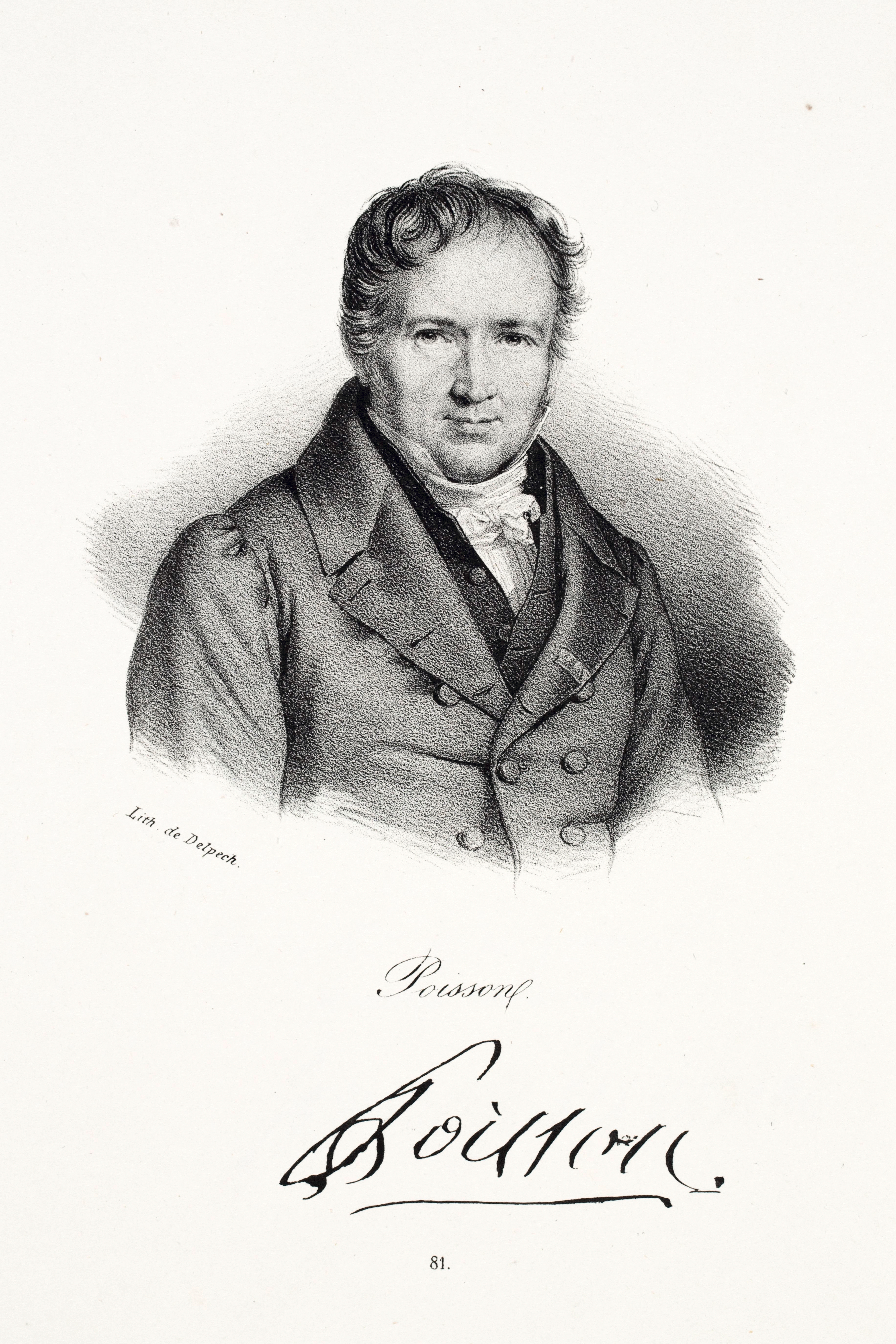
Siméon Denis Poisson

- 25. April: Siméon Denis Poisson, französischer Physiker und Mathematiker (* 1781)
- 26. April: Georg Gottfried Rudolph, deutscher Diener und Privatsekretär von Friedrich Schiller (* 1778)
- 29. April: Edmund von Kesselstatt, römisch-katholischer Geistlicher (* 1765)
- 29. April: Pierre Jean Robiquet, französischer Chemiker (* 1780)
- 29. April: Caleb Rodney, US-amerikanischer Politiker (* 1767)
- 01. Mai: Charles-Henri Allamand, Schweizer Mediziner (* 1776)
- 02. Mai: Ferdinand von Schau, deutscher Offizier und Landrat (* 1768)
- 03. Mai: Johann Friedrich Hütter, Jurist und Bürgermeister (* 1774)
- 04. Mai: Friedrich August Ludewig, deutscher Geistlicher, Pädagoge und Schriftsteller (* 1768)
- 4. Mai: Andreas Zaimis, griechischer Freiheitskämpfer und Politiker (* 1791)
- 06. Mai: Francisco de Paula Santander, Vizepräsident von Großkolumbien und Präsident von Neugranada (* 1792)
- 06. Mai: Bernhard Wilhelm Toel, deutscher Geistlicher (* 1770)

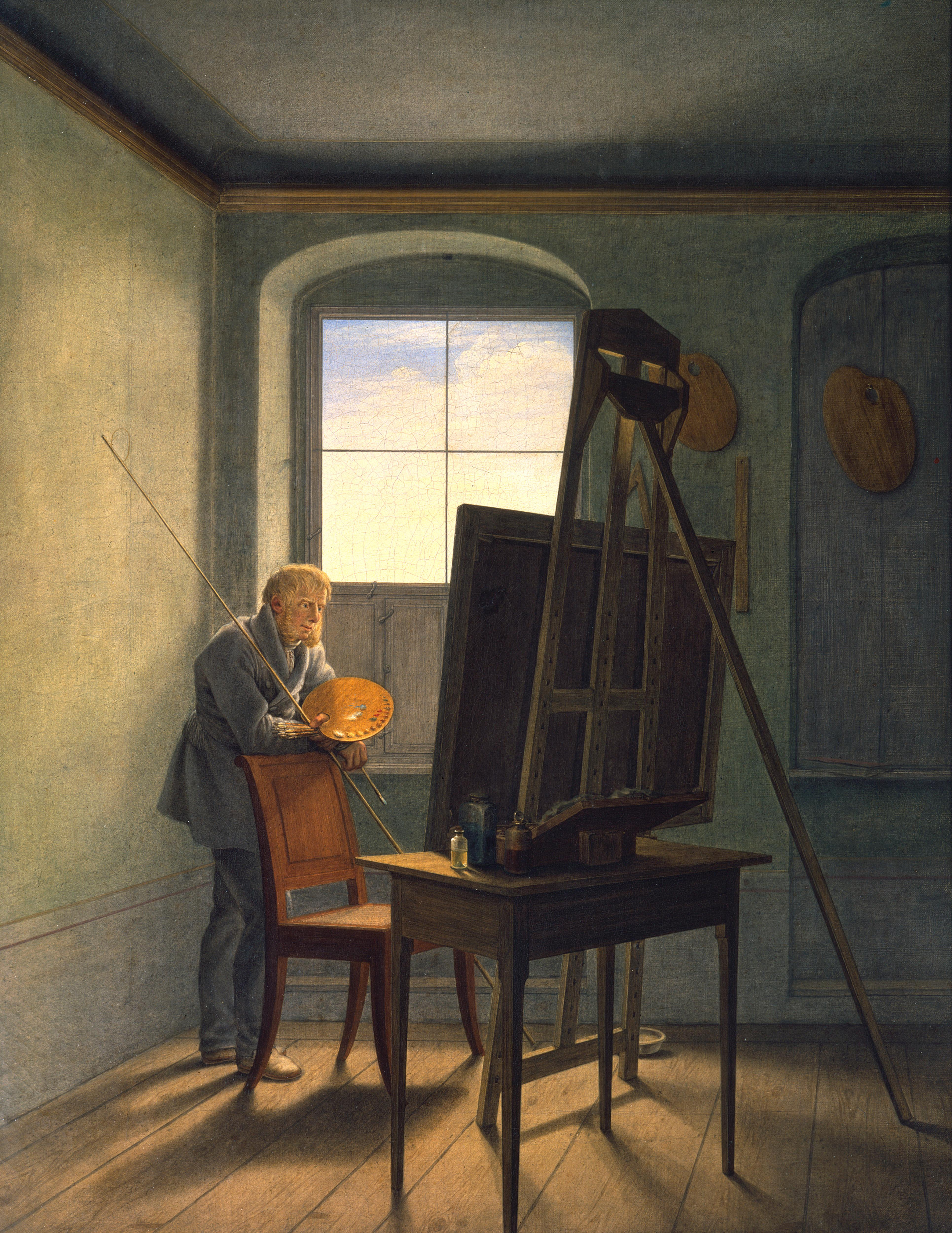
Caspar David Friedrich in seinem Atelier, 1819

- 07. Mai: Caspar David Friedrich, deutscher Maler der Romantik (* 1774)
- 08. Mai: Ernst Gottlob Jäkel, deutscher Pädagoge und Philologe (* 1788)
- 10. Mai: Catterino Cavos, russischer Komponist italienischer Herkunft (* 1775)
- 10. Mai: Johann Christoph Gottlob Weise, deutscher Botaniker und Autor (* 1762)
- 11. Mai: Eduard Joseph d’Alton, Anatom, Archäologe und Kupferstecher (* 1772)
- 11. Mai: Johann Christoph Biernatzki, deutscher Schriftsteller (* 1795)
- 11. Mai: Ferdinand Meyer, Schweizer Politiker und Historiker (* 1799)
- 12. Mai: Ignaz Stupan von Ehrenstein, österreichischer Hofrat (* 1780)
- 13. Mai: Christian Friedrich Krüger, deutscher Staatsminister (* 1753)
- 13. Mai: Karl Ludwig Randhan, deutscher Mediziner (* 1787)
- 14. Mai: Carl Ludwig Engel, deutsch-finnischer Architekt und Maler (* 1778)
- 14. Mai: Karl Wilhelm August Porsche, deutscher Jurist und Kommunalpolitiker (* 1786)
- 14. Mai: Karl vom Stein zum Altenstein, preußischer Politiker (* 1770)
- 19. Mai: John Adair, US-amerikanischer Politiker und Gouverneur von Kentucky (* 1757)
- 20. Mai: Johann Heinrich Freytag, deutscher Jurist und Bürgermeister von Frankfurt (Oder) (* 1760)
- 25. Mai: Silvestre Blanco, uruguayischer Politiker (* 1783)
- 25. Mai: Alexander Michailowitsch Rimski-Korsakow, russischer General, Generalgouverneur von Litauen (* 1753)
- 27. Mai: Niccolò Paganini, italienischer Violinist und Komponist (* 1782)
- 01. Juni: Joseph Anton Dollmayr, deutscher Professor (* 1804)
- 03. Juni: Johann Christian Friedrich Patzig, deutscher Jurist und Beamter (* 1774)
- 06. Juni: Marcellin Champagnat, französischer Priester und Ordensgründer der Maristenbrüder (* 1789)
- 07. Juni: Jean Baptiste Noël Bouchotte, französischer Politiker und General (* 1754)
- 07. Juni: Emanuel von Bretfeld zu Kronenburg, böhmischer Offizier (* 1774)

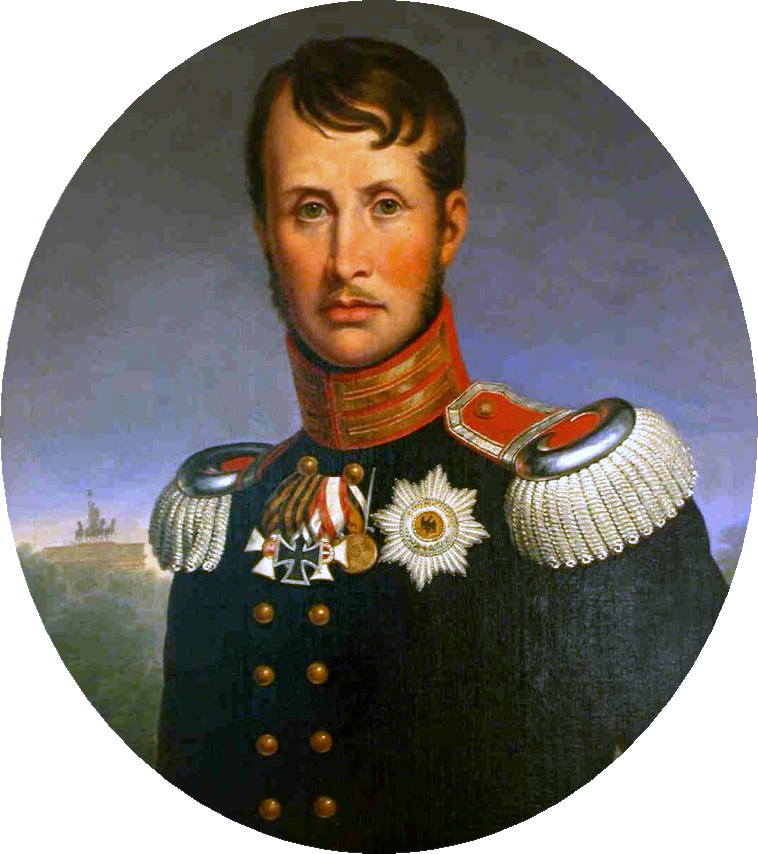
Friedrich Wilhelm III.

- 07. Juni: Friedrich Wilhelm III., preußischer König (* 1770)
- 07. Juni: Gottlieb Ernst August Mehmel, deutscher Philosoph (* 1761)
- 10. Juni: Konrad Melsbach, preußischer Landrat (* 1785)
- 13. Juni: Stephan von Keeß, österreichischer Erfinder, Direktor des Technischen Kabinetts in Wien und Historiker (* 1774)
- 19. Juni: John Cockerill, britischer Industrieller (* 1790)
- 19. Juni: Pierre-Joseph Redouté, französischer Maler (* 1759)
- 20. Juni: Pierre-Claude Daunou, französischer Politiker, Archivar und Historiker (* 1761)
- 21. Juni: Karl Christian Ferdinand Chop, deutscher Beamter (* 1767)
- 26. Juni: William Smith, US-amerikanischer Politiker (* 1762)
- 29. Juni: Lucien Bonaparte, Bruder von Napoleon Bonaparte (* 1775)

### Drittes Quartal
- 06. Juli: Johann Heinrich Ramberg, deutscher Maler und Zeichner (* 1763)
- 22. Juli: Józef Javurek, tschechischer Pianist, Dirigent und Komponist (* 1756)

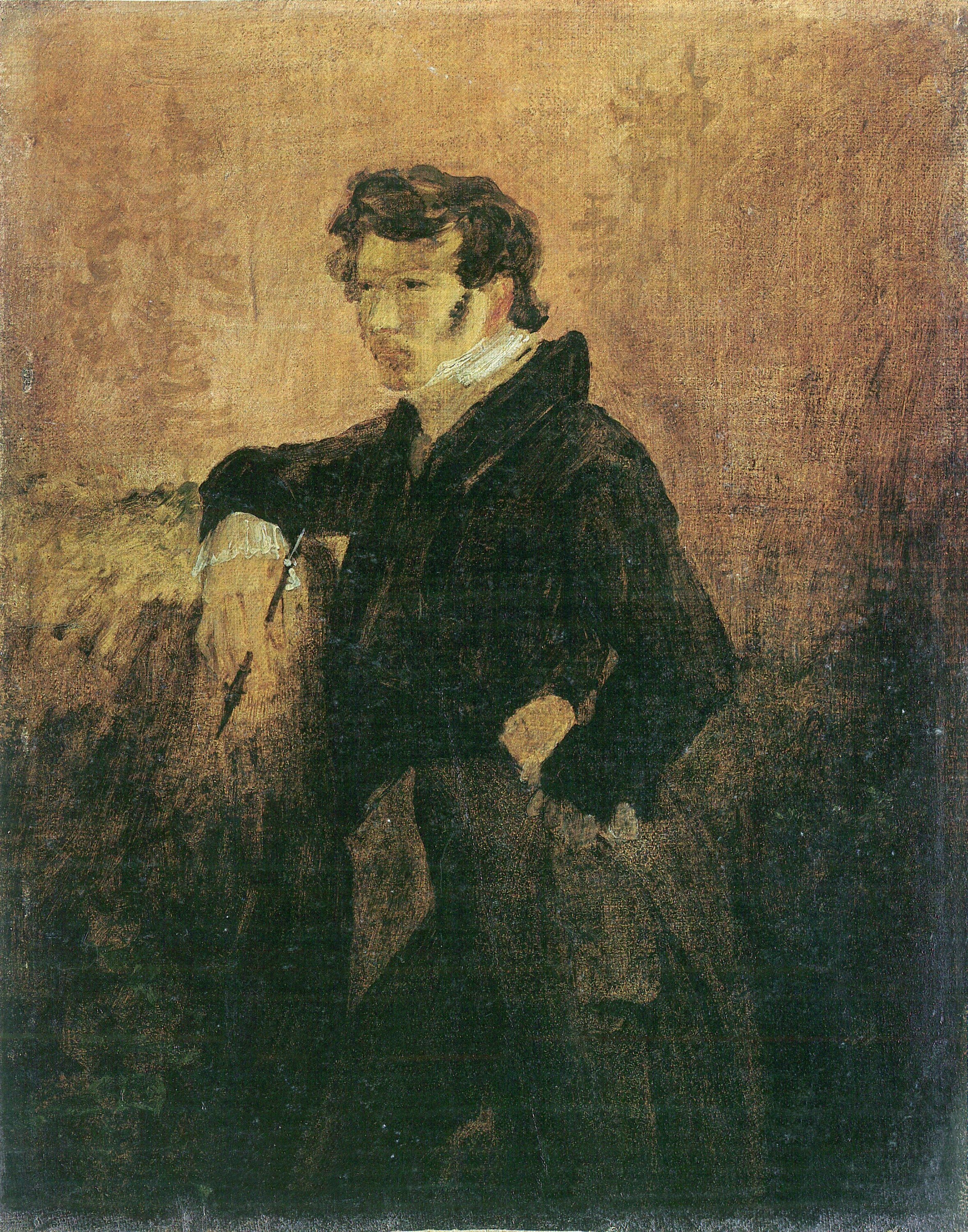
Carl Blechen, 1825

- 23. Juli: Carl Blechen, deutscher Landschaftsmaler (* 1798)
- 28. Juli: John George Lambton, britischer Staatsmann der Whig-Partei (* 1792)
- 30. Juli: Jean Joseph Jacotot, französischer Gelehrter und Begründer der nach ihm benannten Unterrichtsmethode (* 1770)
- 01. August: Karl Otfried Müller, deutscher Altphilologe und Archäologe (* 1797)
- 08. August: Johann Friedrich Abegg, deutscher Kaufmann und Senator in Bremen (* 1761)
- 11. August: Johann Conrad Arnold, hessischer Politiker (* 1774)
- 11. August: Simeon H. Anderson, US-amerikanischer Politiker (* 1802)
- 25. August: Carl Leberecht Immermann, deutscher Schriftsteller, Lyriker und Dramatiker (* 1796)
- 27. August: Hermann Wedel-Jarlsberg, norwegischer Politiker (* 1779)
- 02. September: Franz Julius Ferdinand Meyen, deutscher Mediziner, Botaniker und Universitätsprofessor (* 1804)
- 05. September: Martin Chittenden, US-amerikanischer Politiker (* 1763)
- 13. September: Vinzenz Hauschka, böhmischer Komponist (* 1766)
- 15. September: Maria Beatrix von Savoyen, Tochter von Viktor Emanuel I. (* 1792)
- 15. September: Franz Pecháček, österreichisch-deutscher Komponist (* 1793)
- 16. September: Paul Rudolph von Bilguer, deutscher Schachmeister (* 1815)
- 20. September: José Gaspar Rodríguez de Francia, von 1814 bis 1840 Diktator von Paraguay (* 1766)
- 22. September: Augusta Sophia, britisch-hannoveranische Prinzessin (* 1768)
- 25. September: Jacques MacDonald, Marschall von Frankreich (* 1765)
- 28. September: Claude-Emmanuel de Pastoret, französischer Politiker und Schriftsteller (* 1755)
- 29. September: Friedrich Adolph August Struve, deutscher Arzt und Apotheker (* 1781)

### Viertes Quartal
- 08. Oktober: John Pratt, 1. Marquess Camden, britischer Politiker (* 1759)
- 10. Oktober: Johann Christoph Stelzhammer, österreichischer katholischer Geistlicher und Physiker (* 1750)
- 21. Oktober: Heinrich Dietrich von Grolman, Jurist, preußischer Wirklicher Geheimer Rat, Präsident des Geheimen Obertribunals und Mitglied des Staatsrats (* 1740)
- 24. Oktober: John S. Spence, US-amerikanischer Politiker (* 1788)
- 26. Oktober: Nicholas Aylward Vigors, irischer Zoologe, Ornithologe und Politiker (* 1785)
- 27. Oktober: Machbuba, geschichtenumwobene Kindfrau aus Äthiopien (* 1825)
- 29. Oktober: Johann Caspar Rahn, Schweizer Kunstmaler und Zeichenlehrer (* 1769)
- 30. Oktober: Johann Stieglitz, deutscher Arzt (* 1767)
- 09. November: Karl Heinrich von Gros, deutscher Jurist und Hochschullehrer (* 1765)
- 10. November: Ferdinand Eßlair, slawonischer Schauspieler (* 1772)
- 12. November: Gabriel Lory der Ältere, Schweizer Landschaftsmaler, Radierer und Aquarellist (* 1763)
- 16. November: Sophie Albrecht, deutsche Schauspielerin und Schriftstellerin (* 1756)
- 23. November: Louis-Gabriel-Ambroise de Bonald, französischer Staatsmann und Philosoph (* 1754)
- 26. November: Karl von Rotteck, deutscher Historiker und Politiker (* 1775)
- 30. November: Gottlieb Christian Eberhard von Etzel, deutscher Stadtplaner und Oberbaurat (* 1784)
- 30. November: Adam von Faßmann, deutscher Apotheker und Politiker (* 1785)
- 30. November: Joseph Johann von Littrow, österreichischer Astronom (* 1781)
- 02. Dezember: Christopher Ellery, US-amerikanischer Politiker (* 1768)
- 11. Dezember: Kōkaku, 119. Kaiser von Japan (* 1771)
- 12. Dezember: Jean Étienne Esquirol, französischer Nervenarzt (* 1772)
- 13. Dezember: Louis-Charles Mahé de La Bourdonnais, französischer Schachmeister (* 1797)
- 13. Dezember: José Güemes, argentinischer Unabhängigkeitskämpfer und Politiker (* 1803)
- 16. Dezember: Johann Friedrich Abegg, deutscher Theologe (* 1765)
- 17. Dezember: Friedrich August von Staegemann, deutscher Politiker (* 1763)
- 19. Dezember: Felix Grundy, US-amerikanischer Politiker (* 1777)
- 21. Dezember: Johannes Herzog, Schweizer Politiker und Unternehmer (* 1773)
- 21. Dezember: Christian Rudolph Wilhelm Wiedemann, deutscher Physiker, Historiker, Naturwissenschaftler und Insektenforscher (* 1770)
- 31. Dezember: Prentiss Mellen, US-amerikanischer Politiker (* 1764)

### Genaues Todesdatum unbekannt
- Hans Heinrich Wilhelm Arendt, Autor und Verleger (* 1777)
- Ndlela kaSompisi, Berater und Heerführer der Zulukönige Shaka kaSenzangakhona und Dingane kaSenzangakhona (* unbekannt)
- Martin Span, österreichischer Pädagoge und Autor
- Thomas Hill Williams, US-amerikanischer Politiker (* 1780)